# Tabela stratygraficzna

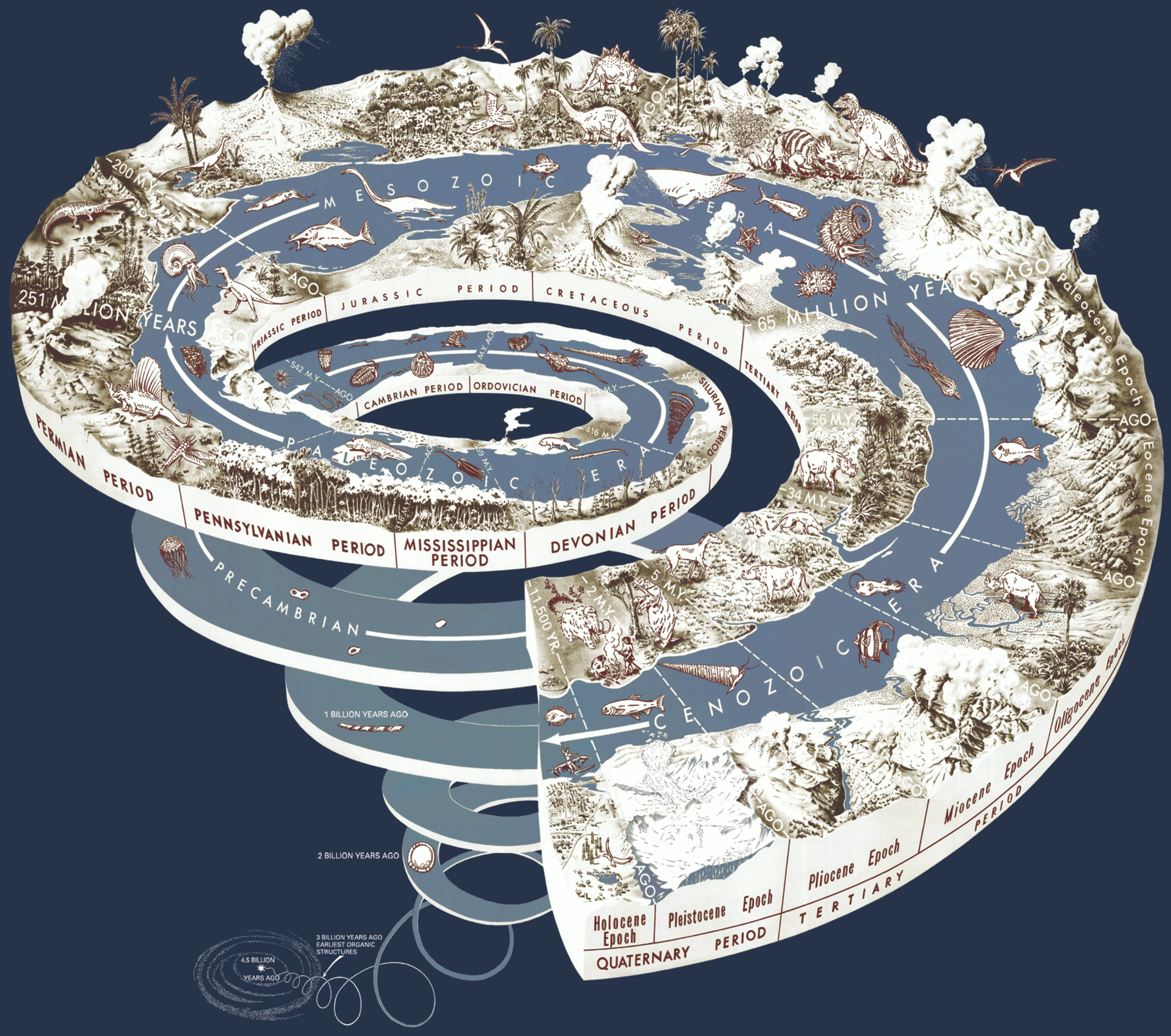
Trójwymiarowa tabela stratygraficzna. Schemat pokazuje upływ czasu zgodnie z ruchem wskazówek zegara

Tabela stratygraficzna – schemat obrazujący przebieg historii Ziemi na podstawie następstwa procesów geologicznych i układu warstw skalnych. Obecnie przyjęta tabela stratygraficzna została ustalona przez Międzynarodową Komisję Stratygrafii (ICS).
Kolejne jednostki w tabeli wydzielono na podstawie występowania w skałach charakterystycznych skamieniałości lub typów skał (od ediakaru wzwyż), bądź – jeśli datowanie jest niemożliwe lub nie dość precyzyjne – na podstawie absolutnej chronometrii (w archaiku i prawie całym proterozoiku). Jednostki te mają różną rozciągłość czasową; najdokładniej podzielony eon, trwający obecnie fanerozoik, stanowi zaledwie około 15% historii planety. Poszczególnym jednostkom przyporządkowane są kolory, którymi oznaczane są na mapach geologicznych skały należące do danych jednostek chronostratygraficznych.

## Stratygrafia lokalna i globalna
W opracowaniach można spotkać różne podziały stratygraficzne, odwzorowujące zapis kopalny spotykany w danej części świata. Z tego powodu pojawiają się w nich jednostki niezdefiniowane na innych kontynentach, które odzwierciedlają lokalne, a nie globalne zmiany środowiska i warunków powstawania skał. Tabela stratygraficzna ICS stanowi próbę stworzenia spójnego opisu globalnej stratygrafii. Przedstawiany przez nią podział, a szczególnie chronologia podlega weryfikacji i zmianom z powodu typowania nowych profili wzorcowych (stratotypów) i coraz precyzyjniejszego datowania. Tabela ta definiuje oficjalną terminologię okresów geologicznych w historii Ziemi, dzięki czemu unika się stosowania tych samych nazw w różnych znaczeniach w publikacjach naukowych i podręcznikach z zakresu geologii i paleontologii.

## Historia
Pierwsze podwaliny pod stratygrafię położył pod koniec XVII wieku Niels Stensen. Stwierdził on, że warstwy skał ułożone są w określonej kolejności i reprezentują konkretne odcinki czasu. Sformułował również zasadę superpozycji mówiącą, że każda warstwa jest prawdopodobnie starsza od warstwy leżącej na niej i młodsza od warstwy leżącej pod nią. Jego zasady były bardzo proste, jednak zastosowanie ich do prawdziwych skał niosło ze sobą pewne komplikacje. Osiemnastowieczni geologowie zdali sobie sprawę, że:
1. sekwencja warstw jest często zerodowana, zaburzona, pochylona, lub nawet odwrócona;
2. warstwy, które powstały w tym samym czasie w różnych miejscach mogą być zupełnie różne;
3. warstwa na danym obszarze reprezentuje zaledwie drobną część historii Ziemi.

Pierwsze poważne próby uporządkowania stratygrafii, które mogłyby być używane na całej Ziemi, miały miejsce pod koniec XVIII wieku. Jednym z najważniejszych badaczy tamtego okresu był Abraham Werner. Najpopularniejsze z tych wczesnych prób dzieliły skały skorupy ziemskiej na cztery typy: pierwszorzęd, drugorzęd, trzeciorzęd i czwartorzęd. Według tej teorii każdy z tych typów skał powstał w konkretnym okresie historii ziemi. Nazwy trzeciorzęd i czwartorzęd używane były w oficjalnej nomenklaturze jeszcze pod koniec XX wieku.
Na początku XIX wieku pojawiła się koncepcja identyfikacji warstw na podstawie zawartych w nich skamieniałości. Pionierami tej metody byli William Smith, Georges Cuvier i Alexandre Brogniart. Metoda ta pozwoliła geologom na lepszy i bardziej precyzyjny podział historii Ziemi; mogli również porównywać warstwy w różnych krajach, a nawet na różnych kontynentach. Jeśli w dwóch warstwach (niezależnie od odległości między nimi i różnic w składzie) występowały te same skamieniałości, istniały duże szanse, że powstały one w tym samym czasie. Szczegółowe badania warstw i skamieniałości prowadzone w Europie latach 1820–1850 zaowocowały periodyzacją, która używana jest do chwili obecnej.
Większość geologów zajmujących się w tych czasach stratygrafią stanowili Brytyjczycy, stąd na przykład nazwy kambr, ordowik i sylur pochodzą od nazw starożytnych brytyjskich plemion (i zdefiniowane są na podstawie stratygrafii Walii). Brytyjscy geologowie są również odpowiedzialni za pogrupowanie okresów w ery oraz za podział trzeciorzędu i czwartorzędu na epoki.
Kiedy William Smith i Charles Lyell rozpoznali w kolejnych warstwach okresy, nie było jeszcze sposobu nakreślenia ich skali czasu. Kreacjoniści proponowali ograniczenie się zaledwie do kilku tysięcy lat, podczas gdy inni sugerowali bardzo długie (lub nawet nieskończone) epoki. Dyskusje na ten temat trwały przez ponad 100 lat, dopiero w XX wieku metody datowania na podstawie radioaktywnych izotopów pozwoliły na ustalenie konkretnych dat.

## Ewolucja tabeli
W 1977 Globalna Komisja Stratygrafii (przemianowana później na Międzynarodową Komisję Stratygrafii) podjęła wysiłki mające na celu zdefiniowanie globalnych odniesień dla jednostek geologicznych. Do poważnych zmian, które zaszły w tabeli w pierwszej dekadzie XXI wieku, należy usunięcie okresu trzeciorzędu, zastąpionego przez paleogen i neogen (wcześniej definiowane jako podokresy trzeciorzędu) i pojawienie się jednostek nieobecnych we wcześniejszej literaturze (np. okresu ediakaru). Trzy eony poprzedzające fanerozoik nazywa się wciąż nieformalnie prekambrem. Postęp wiedzy pozwala na ścisłe określenie wieku granic pomiędzy poszczególnymi jednostkami i wprowadzenie nowych podziałów, wskutek czego tabela wciąż ewoluuje.
Podział eonu fanerozoicznego jest oparty na stratotypach, stratygraficznych punktach odniesienia (GSSP, ang. Global Boundary Stratotype Section and Point, „globalna granica i punkt stratotypu”) zlokalizowanych na różnych kontynentach. W poniższej tabeli w przypadkach, gdy określony został GSSP, wiek granicy podany jest pismem prostym. Eon archaiczny i proterozoiczny są podzielone w oparciu o datowanie izotopowe skał. Jak dotąd tylko dla ediakaru zdefiniowany został stratotyp, trwają prace nad jego określeniem dla kriogenu. Pozostałe punkty podziału nie odpowiadają żadnym konkretnym zmianom w skałach, ale minimom aktywności geotektonicznej według danych z lat 80. XX wieku, zaokrąglonym do pełnych liczb (GSSA, ang. Global Standard Stratigraphic Age, „globalny standardowy wiek stratygraficzny”). Początek pierwszej ery, eoarchaiku, jest określony umownie na 4 miliardy lat temu; wiek ten nie odpowiada żadnemu konkretnemu zdarzeniu, wiąże się jedynie z brakiem zachowanych skał na powierzchni Ziemi (z nielicznymi wyjątkami). Oznacza to między innymi, że nieznane są efekty, jakie miało na Ziemi Wielkie Bombardowanie, które uformowało większość kraterów księżycowych. Współczesna tabela uwzględnia także eon hadeiczny, sięgający powstania Ziemi, dla którego w 2022 roku wyznaczono standardowy wiek stratygraficzny: 4567 milionów lat temu.

## Tabela stratygraficzna (wedługICS, grudzień 2024)
| jednostki nieformalne | eon / eonotem   | era / eratem            | okres / system          | epoka / oddział              | epoka / oddział | wiek / piętro | faza górotwórcza                 | opis |
| --------------------- | --------------- | ----------------------- | ----------------------- | ---------------------------- | --- | --- | -------------------------------- | --- |
|                       | fanerozoik      | kenozoik                | czwartorzęd             | holocen                      | holocen | megalaj4,2 tys. |                                  | Koniec ostatniego zlodowacenia, powstanie i rozwój Bałtyku, rozwój ludzkich cywilizacji. |
| northgrip 8,2 tys.    | fanerozoik      | kenozoik                | czwartorzęd             | holocen                      | holocen | |                                  | Koniec ostatniego zlodowacenia, powstanie i rozwój Bałtyku, rozwój ludzkich cywilizacji. |
| grenland 11,7 tys.    | fanerozoik      | kenozoik                | czwartorzęd             | holocen                      | holocen | |                                  | Koniec ostatniego zlodowacenia, powstanie i rozwój Bałtyku, rozwój ludzkich cywilizacji. |
| plejstocen            | plejstocen      | kenozoik                | czwartorzęd             | późny 129 tys.               | pasadeńska walachijska | Następujące po sobie zlodowacenia i ocieplenia, wzmożone opady w strefie międzyzwrotnikowej. Obszary tundry porasta karłowata roślinność, w świecie zwierząt królują wielkie ssaki, które wymierają pod koniec epoki. Trwa ewolucja człowieka, na terenie Europy żyją obok siebie Homo neandertalensis i Homo sapiens; wykształcają się główne rasy ludzkie. W antropologii plejstocenowi odpowiada okres zwany paleolitem. |                                  | |
| plejstocen            | plejstocen      | kenozoik                | czwartorzęd             | chiban 774 tys.              | pasadeńska walachijska | Następujące po sobie zlodowacenia i ocieplenia, wzmożone opady w strefie międzyzwrotnikowej. Obszary tundry porasta karłowata roślinność, w świecie zwierząt królują wielkie ssaki, które wymierają pod koniec epoki. Trwa ewolucja człowieka, na terenie Europy żyją obok siebie Homo neandertalensis i Homo sapiens; wykształcają się główne rasy ludzkie. W antropologii plejstocenowi odpowiada okres zwany paleolitem. |                                  | |
| plejstocen            | plejstocen      | kenozoik                | czwartorzęd             | kalabr 1,80 mln              | pasadeńska walachijska | Następujące po sobie zlodowacenia i ocieplenia, wzmożone opady w strefie międzyzwrotnikowej. Obszary tundry porasta karłowata roślinność, w świecie zwierząt królują wielkie ssaki, które wymierają pod koniec epoki. Trwa ewolucja człowieka, na terenie Europy żyją obok siebie Homo neandertalensis i Homo sapiens; wykształcają się główne rasy ludzkie. W antropologii plejstocenowi odpowiada okres zwany paleolitem. |                                  | |
| plejstocen            | plejstocen      | kenozoik                | czwartorzęd             | gelas 2,58 mln               | pasadeńska walachijska | Następujące po sobie zlodowacenia i ocieplenia, wzmożone opady w strefie międzyzwrotnikowej. Obszary tundry porasta karłowata roślinność, w świecie zwierząt królują wielkie ssaki, które wymierają pod koniec epoki. Trwa ewolucja człowieka, na terenie Europy żyją obok siebie Homo neandertalensis i Homo sapiens; wykształcają się główne rasy ludzkie. W antropologii plejstocenowi odpowiada okres zwany paleolitem. |                                  | |
| neogen                | pliocen         | pliocen                 | piacent 3,600 mln       | rodańska                     | Antarktydę, część Ameryki Południowej i częściowo kontynenty północnej półkuli pokrywa lądolód, Morze Śródziemne odzyskuje połączenie z Oceanem Atlantyckim, powstaje Przesmyk Panamski. Klimat ciągle się ochładza i staje bardziej suchy, trwa stepowienie dużych obszarów, rozprzestrzeniają się trawożerne kopytne. | |                                  | |
| neogen                | pliocen         | pliocen                 | zankl 5,333 mln         | rodańska                     | Antarktydę, część Ameryki Południowej i częściowo kontynenty północnej półkuli pokrywa lądolód, Morze Śródziemne odzyskuje połączenie z Oceanem Atlantyckim, powstaje Przesmyk Panamski. Klimat ciągle się ochładza i staje bardziej suchy, trwa stepowienie dużych obszarów, rozprzestrzeniają się trawożerne kopytne. | |                                  | |
| neogen                | miocen          | miocen                  | messyn 7,246 mln        | attycka styryjska            | Powstają Alpy i Himalaje – Ocean Tetydy zostaje zamknięty połączeniem lądowym między Afryką i Eurazją, co prowadzi do wypiętrzania łańcucha alpejsko-himalajskiego; powstaje Morze Śródziemne. Andy wypiętrzają się na skutek subdukcji dna wschodniego Pacyfiku. Antarktydę pokrywa lądolód. Kurczą się obszary mórz śródlądowych. Zmiany układu kontynentów wymuszają powstanie nowych prądów morskich, które powodują wymieszanie składników odżywczych. Klimat ochładza się, w związku z czym trwa stepowienie dużych obszarów lądów. Istnieje już większość obecnych rodzin ptaków i ssaków. | |                                  | |
| neogen                | miocen          | miocen                  | torton 11,63 mln        | attycka styryjska            | Powstają Alpy i Himalaje – Ocean Tetydy zostaje zamknięty połączeniem lądowym między Afryką i Eurazją, co prowadzi do wypiętrzania łańcucha alpejsko-himalajskiego; powstaje Morze Śródziemne. Andy wypiętrzają się na skutek subdukcji dna wschodniego Pacyfiku. Antarktydę pokrywa lądolód. Kurczą się obszary mórz śródlądowych. Zmiany układu kontynentów wymuszają powstanie nowych prądów morskich, które powodują wymieszanie składników odżywczych. Klimat ochładza się, w związku z czym trwa stepowienie dużych obszarów lądów. Istnieje już większość obecnych rodzin ptaków i ssaków. | |                                  | |
| neogen                | miocen          | miocen                  | serrawal 13,82 mln      | attycka styryjska            | Powstają Alpy i Himalaje – Ocean Tetydy zostaje zamknięty połączeniem lądowym między Afryką i Eurazją, co prowadzi do wypiętrzania łańcucha alpejsko-himalajskiego; powstaje Morze Śródziemne. Andy wypiętrzają się na skutek subdukcji dna wschodniego Pacyfiku. Antarktydę pokrywa lądolód. Kurczą się obszary mórz śródlądowych. Zmiany układu kontynentów wymuszają powstanie nowych prądów morskich, które powodują wymieszanie składników odżywczych. Klimat ochładza się, w związku z czym trwa stepowienie dużych obszarów lądów. Istnieje już większość obecnych rodzin ptaków i ssaków. | |                                  | |
| neogen                | miocen          | miocen                  | lang 15,98 mln          | attycka styryjska            | Powstają Alpy i Himalaje – Ocean Tetydy zostaje zamknięty połączeniem lądowym między Afryką i Eurazją, co prowadzi do wypiętrzania łańcucha alpejsko-himalajskiego; powstaje Morze Śródziemne. Andy wypiętrzają się na skutek subdukcji dna wschodniego Pacyfiku. Antarktydę pokrywa lądolód. Kurczą się obszary mórz śródlądowych. Zmiany układu kontynentów wymuszają powstanie nowych prądów morskich, które powodują wymieszanie składników odżywczych. Klimat ochładza się, w związku z czym trwa stepowienie dużych obszarów lądów. Istnieje już większość obecnych rodzin ptaków i ssaków. | |                                  | |
| neogen                | miocen          | miocen                  | burdygał 20,45 mln      | attycka styryjska            | Powstają Alpy i Himalaje – Ocean Tetydy zostaje zamknięty połączeniem lądowym między Afryką i Eurazją, co prowadzi do wypiętrzania łańcucha alpejsko-himalajskiego; powstaje Morze Śródziemne. Andy wypiętrzają się na skutek subdukcji dna wschodniego Pacyfiku. Antarktydę pokrywa lądolód. Kurczą się obszary mórz śródlądowych. Zmiany układu kontynentów wymuszają powstanie nowych prądów morskich, które powodują wymieszanie składników odżywczych. Klimat ochładza się, w związku z czym trwa stepowienie dużych obszarów lądów. Istnieje już większość obecnych rodzin ptaków i ssaków. | |                                  | |
| neogen                | miocen          | miocen                  | akwitan 23,04 mln       | attycka styryjska            | Powstają Alpy i Himalaje – Ocean Tetydy zostaje zamknięty połączeniem lądowym między Afryką i Eurazją, co prowadzi do wypiętrzania łańcucha alpejsko-himalajskiego; powstaje Morze Śródziemne. Andy wypiętrzają się na skutek subdukcji dna wschodniego Pacyfiku. Antarktydę pokrywa lądolód. Kurczą się obszary mórz śródlądowych. Zmiany układu kontynentów wymuszają powstanie nowych prądów morskich, które powodują wymieszanie składników odżywczych. Klimat ochładza się, w związku z czym trwa stepowienie dużych obszarów lądów. Istnieje już większość obecnych rodzin ptaków i ssaków. | |                                  | |
| paleogen              | oligocen        | oligocen                | szat 27,30 mln          | sawska                       | Klimat pozostaje ciepły przez większość epoki, pod koniec zaczyna się powoli ochładzać; wypiętrzają się Alpy. Pojawiają się pierwsze naczelne. | |                                  | |
| paleogen              | oligocen        | oligocen                | rupel 33,9 mln          | sawska                       | Klimat pozostaje ciepły przez większość epoki, pod koniec zaczyna się powoli ochładzać; wypiętrzają się Alpy. Pojawiają się pierwsze naczelne. | |                                  | |
| paleogen              | eocen           | eocen                   | priabon 37,71 mln       | helwecka pirenejska          | Epoka rozpoczęła się bardzo silnym ociepleniem klimatu (paleoceńsko-eoceńskie maksimum termiczne). Przez dalszą część epoki klimat jest ciepły, łagodny (klimat tropikalny panuje do 45 stopni szerokości geograficznej). Pojawia się wiele występujących do dziś rzędów i rodzin ssaków, takich jak nietoperze, walenie i brzegowce. Parzystokopytne reprezentowane są m.in. przez maleńkiego „jelenia” Diacodexis, a ku pojawieniu się nieparzystokopytnych zmierza ewolucja koniowatych. | |                                  | |
| paleogen              | eocen           | eocen                   | barton 41,03 mln        | helwecka pirenejska          | Epoka rozpoczęła się bardzo silnym ociepleniem klimatu (paleoceńsko-eoceńskie maksimum termiczne). Przez dalszą część epoki klimat jest ciepły, łagodny (klimat tropikalny panuje do 45 stopni szerokości geograficznej). Pojawia się wiele występujących do dziś rzędów i rodzin ssaków, takich jak nietoperze, walenie i brzegowce. Parzystokopytne reprezentowane są m.in. przez maleńkiego „jelenia” Diacodexis, a ku pojawieniu się nieparzystokopytnych zmierza ewolucja koniowatych. | |                                  | |
| paleogen              | eocen           | eocen                   | lutet 48,07 mln         | helwecka pirenejska          | Epoka rozpoczęła się bardzo silnym ociepleniem klimatu (paleoceńsko-eoceńskie maksimum termiczne). Przez dalszą część epoki klimat jest ciepły, łagodny (klimat tropikalny panuje do 45 stopni szerokości geograficznej). Pojawia się wiele występujących do dziś rzędów i rodzin ssaków, takich jak nietoperze, walenie i brzegowce. Parzystokopytne reprezentowane są m.in. przez maleńkiego „jelenia” Diacodexis, a ku pojawieniu się nieparzystokopytnych zmierza ewolucja koniowatych. | |                                  | |
| paleogen              | eocen           | eocen                   | iprez 56,00 mln         | helwecka pirenejska          | Epoka rozpoczęła się bardzo silnym ociepleniem klimatu (paleoceńsko-eoceńskie maksimum termiczne). Przez dalszą część epoki klimat jest ciepły, łagodny (klimat tropikalny panuje do 45 stopni szerokości geograficznej). Pojawia się wiele występujących do dziś rzędów i rodzin ssaków, takich jak nietoperze, walenie i brzegowce. Parzystokopytne reprezentowane są m.in. przez maleńkiego „jelenia” Diacodexis, a ku pojawieniu się nieparzystokopytnych zmierza ewolucja koniowatych. | |                                  | |
| paleogen              | paleocen        | paleocen                | tanet 59,24 mln         |                              | Niszę pozostałą po wymarciu dinozaurów zaczynają wypełniać prymitywne ssaki. Pojawiają się kaktusy i palmy. Klimat jest ciepły, a pod koniec paleocenu następuje paleoceńsko-eoceńskie maksimum termiczne, które spowodowało zwrot w rozwoju ssaków. Ameryka Północna, Europa i Azja nadal stanowią jeden kontynent – Laurazję, zaczyna się jednak proces oddzielania Ameryki Północnej; trwa podział Gondwany na Afrykę, Amerykę Południową, Antarktydę i Australię. Z terytorium Europy i Ameryki Północnej wycofuje się morze.                                                                 | |                                  | |
| paleogen              | paleocen        | paleocen                | zeland 61,66 mln        |                              | Niszę pozostałą po wymarciu dinozaurów zaczynają wypełniać prymitywne ssaki. Pojawiają się kaktusy i palmy. Klimat jest ciepły, a pod koniec paleocenu następuje paleoceńsko-eoceńskie maksimum termiczne, które spowodowało zwrot w rozwoju ssaków. Ameryka Północna, Europa i Azja nadal stanowią jeden kontynent – Laurazję, zaczyna się jednak proces oddzielania Ameryki Północnej; trwa podział Gondwany na Afrykę, Amerykę Południową, Antarktydę i Australię. Z terytorium Europy i Ameryki Północnej wycofuje się morze.                                                                 | |                                  | |
| paleogen              | paleocen        | paleocen                | dan 66,00 mln           |                              | Niszę pozostałą po wymarciu dinozaurów zaczynają wypełniać prymitywne ssaki. Pojawiają się kaktusy i palmy. Klimat jest ciepły, a pod koniec paleocenu następuje paleoceńsko-eoceńskie maksimum termiczne, które spowodowało zwrot w rozwoju ssaków. Ameryka Północna, Europa i Azja nadal stanowią jeden kontynent – Laurazję, zaczyna się jednak proces oddzielania Ameryki Północnej; trwa podział Gondwany na Afrykę, Amerykę Południową, Antarktydę i Australię. Z terytorium Europy i Ameryki Północnej wycofuje się morze.                                                                 | |                                  | |
| mezozoik              | kreda           | późna kreda             | późna kreda             | mastrycht 72,2 ± 0,2 mln     | laramijska subhercyńska | Wielka transgresja morza. Osadzają się wapienie, margle, opoki i kreda pisząca. Wśród roślin zaczynają przeważać okrytonasienne. Pod koniec kredy następuje jedno z największych masowych wymierań gatunków – wymieranie kredowe. Według jedynej liczącej się obecnie teorii było ono spowodowane zderzeniem z meteorytem o średnicy ok. 10 km. Wyginęły wszystkie nieptasie dinozaury, belemnity, amonity, wiele grup gadów morskich oraz roślin lądowych. |                                  | |
| mezozoik              | kreda           | późna kreda             | późna kreda             | kampan 83,6 ± 0,2 mln        | laramijska subhercyńska | Wielka transgresja morza. Osadzają się wapienie, margle, opoki i kreda pisząca. Wśród roślin zaczynają przeważać okrytonasienne. Pod koniec kredy następuje jedno z największych masowych wymierań gatunków – wymieranie kredowe. Według jedynej liczącej się obecnie teorii było ono spowodowane zderzeniem z meteorytem o średnicy ok. 10 km. Wyginęły wszystkie nieptasie dinozaury, belemnity, amonity, wiele grup gadów morskich oraz roślin lądowych. |                                  | |
| mezozoik              | kreda           | późna kreda             | późna kreda             | santon 85,7 ± 0,2 mln        | laramijska subhercyńska | Wielka transgresja morza. Osadzają się wapienie, margle, opoki i kreda pisząca. Wśród roślin zaczynają przeważać okrytonasienne. Pod koniec kredy następuje jedno z największych masowych wymierań gatunków – wymieranie kredowe. Według jedynej liczącej się obecnie teorii było ono spowodowane zderzeniem z meteorytem o średnicy ok. 10 km. Wyginęły wszystkie nieptasie dinozaury, belemnity, amonity, wiele grup gadów morskich oraz roślin lądowych. |                                  | |
| mezozoik              | kreda           | późna kreda             | późna kreda             | koniak 89,8 ± 0,3 mln        | laramijska subhercyńska | Wielka transgresja morza. Osadzają się wapienie, margle, opoki i kreda pisząca. Wśród roślin zaczynają przeważać okrytonasienne. Pod koniec kredy następuje jedno z największych masowych wymierań gatunków – wymieranie kredowe. Według jedynej liczącej się obecnie teorii było ono spowodowane zderzeniem z meteorytem o średnicy ok. 10 km. Wyginęły wszystkie nieptasie dinozaury, belemnity, amonity, wiele grup gadów morskich oraz roślin lądowych. |                                  | |
| mezozoik              | kreda           | późna kreda             | późna kreda             | turon 93,9 ± 0,2 mln         | laramijska subhercyńska | Wielka transgresja morza. Osadzają się wapienie, margle, opoki i kreda pisząca. Wśród roślin zaczynają przeważać okrytonasienne. Pod koniec kredy następuje jedno z największych masowych wymierań gatunków – wymieranie kredowe. Według jedynej liczącej się obecnie teorii było ono spowodowane zderzeniem z meteorytem o średnicy ok. 10 km. Wyginęły wszystkie nieptasie dinozaury, belemnity, amonity, wiele grup gadów morskich oraz roślin lądowych. |                                  | |
| mezozoik              | kreda           | późna kreda             | późna kreda             | cenoman 100,5 ± 0,1 mln      | laramijska subhercyńska | Wielka transgresja morza. Osadzają się wapienie, margle, opoki i kreda pisząca. Wśród roślin zaczynają przeważać okrytonasienne. Pod koniec kredy następuje jedno z największych masowych wymierań gatunków – wymieranie kredowe. Według jedynej liczącej się obecnie teorii było ono spowodowane zderzeniem z meteorytem o średnicy ok. 10 km. Wyginęły wszystkie nieptasie dinozaury, belemnity, amonity, wiele grup gadów morskich oraz roślin lądowych. |                                  | |
| mezozoik              | kreda           | wczesna kreda           | wczesna kreda           | alb 113,2 ± 0,3 mln          | austryjska | Pojawia się coraz więcej roślin okrytonasiennych, lecz dalej ilościowo przeważają rośliny nagozalążkowe. Występują prymitywne ptaki, z tego okresu pochodzą znalezione w Chinach najstarsze szczątki ssaka łożyskowego – Eomai. |                                  | |
| mezozoik              | kreda           | wczesna kreda           | wczesna kreda           | apt 121,4 ± 0,6 mln          | austryjska | Pojawia się coraz więcej roślin okrytonasiennych, lecz dalej ilościowo przeważają rośliny nagozalążkowe. Występują prymitywne ptaki, z tego okresu pochodzą znalezione w Chinach najstarsze szczątki ssaka łożyskowego – Eomai. |                                  | |
| mezozoik              | kreda           | wczesna kreda           | wczesna kreda           | barrem 125,77 mln            | austryjska | Pojawia się coraz więcej roślin okrytonasiennych, lecz dalej ilościowo przeważają rośliny nagozalążkowe. Występują prymitywne ptaki, z tego okresu pochodzą znalezione w Chinach najstarsze szczątki ssaka łożyskowego – Eomai. |                                  | |
| mezozoik              | kreda           | wczesna kreda           | wczesna kreda           | hoteryw 132,6 ± 0,6 mln      | austryjska | Pojawia się coraz więcej roślin okrytonasiennych, lecz dalej ilościowo przeważają rośliny nagozalążkowe. Występują prymitywne ptaki, z tego okresu pochodzą znalezione w Chinach najstarsze szczątki ssaka łożyskowego – Eomai. |                                  | |
| mezozoik              | kreda           | wczesna kreda           | wczesna kreda           | walanżyn 137,05 ± 0,20 mln   | austryjska | Pojawia się coraz więcej roślin okrytonasiennych, lecz dalej ilościowo przeważają rośliny nagozalążkowe. Występują prymitywne ptaki, z tego okresu pochodzą znalezione w Chinach najstarsze szczątki ssaka łożyskowego – Eomai. |                                  | |
| mezozoik              | kreda           | wczesna kreda           | wczesna kreda           | berrias 143,1 ± 0,6 mln      | austryjska | Pojawia się coraz więcej roślin okrytonasiennych, lecz dalej ilościowo przeważają rośliny nagozalążkowe. Występują prymitywne ptaki, z tego okresu pochodzą znalezione w Chinach najstarsze szczątki ssaka łożyskowego – Eomai. |                                  | |
| mezozoik              | jura            | jura późna              | jura późna              | tyton 149,2 ± 0,7 mln        | neokimeryjska | Na początku jury Pangea rozpada się na Laurazję i Gondwanę, pod koniec okresu również Gondwana zaczyna ulegać podziałowi. Często zmienia się biegunowość magnetyczna. Na początku jury następuje transgresja morza, pod koniec jury morza zaczynają się wycofywać. W jurze dolnej tworzyły się czarne iły, wapienie i margle, w środkowej piaszczyste i oolitowe rudy żelaza, a w górnej wapienie, np. oolitowe i rafowe, oraz margle. W morzach trwa najbujniejszy rozwój amonitów (wydzielono opartych na nich ponad 100 poziomów stratygraficznych) i belemnitów, na lądzie dominacja wielkich gadów, pod koniec jury pojawia się archeopteryks – pierwszy ptak. Klimat jury jest ciepły, w osadach nie znaleziono dowodów żadnego zlodowacenia. Podobnie jak w triasie, żaden ląd nie leży na tyle blisko któregoś z biegunów, aby powstała polarna czapa lodowa. |                                  | |
| mezozoik              | jura            | jura późna              | jura późna              | kimeryd 154,8 ± 0,8 mln      | neokimeryjska | Na początku jury Pangea rozpada się na Laurazję i Gondwanę, pod koniec okresu również Gondwana zaczyna ulegać podziałowi. Często zmienia się biegunowość magnetyczna. Na początku jury następuje transgresja morza, pod koniec jury morza zaczynają się wycofywać. W jurze dolnej tworzyły się czarne iły, wapienie i margle, w środkowej piaszczyste i oolitowe rudy żelaza, a w górnej wapienie, np. oolitowe i rafowe, oraz margle. W morzach trwa najbujniejszy rozwój amonitów (wydzielono opartych na nich ponad 100 poziomów stratygraficznych) i belemnitów, na lądzie dominacja wielkich gadów, pod koniec jury pojawia się archeopteryks – pierwszy ptak. Klimat jury jest ciepły, w osadach nie znaleziono dowodów żadnego zlodowacenia. Podobnie jak w triasie, żaden ląd nie leży na tyle blisko któregoś z biegunów, aby powstała polarna czapa lodowa. |                                  | |
| mezozoik              | jura            | jura późna              | jura późna              | oksford 161,5 ± 1,0 mln      | neokimeryjska | Na początku jury Pangea rozpada się na Laurazję i Gondwanę, pod koniec okresu również Gondwana zaczyna ulegać podziałowi. Często zmienia się biegunowość magnetyczna. Na początku jury następuje transgresja morza, pod koniec jury morza zaczynają się wycofywać. W jurze dolnej tworzyły się czarne iły, wapienie i margle, w środkowej piaszczyste i oolitowe rudy żelaza, a w górnej wapienie, np. oolitowe i rafowe, oraz margle. W morzach trwa najbujniejszy rozwój amonitów (wydzielono opartych na nich ponad 100 poziomów stratygraficznych) i belemnitów, na lądzie dominacja wielkich gadów, pod koniec jury pojawia się archeopteryks – pierwszy ptak. Klimat jury jest ciepły, w osadach nie znaleziono dowodów żadnego zlodowacenia. Podobnie jak w triasie, żaden ląd nie leży na tyle blisko któregoś z biegunów, aby powstała polarna czapa lodowa. |                                  | |
| mezozoik              | jura            | jura środkowa           | jura środkowa           | kelowej 165,3 ± 1,1 mln      | neokimeryjska | Na początku jury Pangea rozpada się na Laurazję i Gondwanę, pod koniec okresu również Gondwana zaczyna ulegać podziałowi. Często zmienia się biegunowość magnetyczna. Na początku jury następuje transgresja morza, pod koniec jury morza zaczynają się wycofywać. W jurze dolnej tworzyły się czarne iły, wapienie i margle, w środkowej piaszczyste i oolitowe rudy żelaza, a w górnej wapienie, np. oolitowe i rafowe, oraz margle. W morzach trwa najbujniejszy rozwój amonitów (wydzielono opartych na nich ponad 100 poziomów stratygraficznych) i belemnitów, na lądzie dominacja wielkich gadów, pod koniec jury pojawia się archeopteryks – pierwszy ptak. Klimat jury jest ciepły, w osadach nie znaleziono dowodów żadnego zlodowacenia. Podobnie jak w triasie, żaden ląd nie leży na tyle blisko któregoś z biegunów, aby powstała polarna czapa lodowa. |                                  | |
| mezozoik              | jura            | jura środkowa           | jura środkowa           | baton 168,2 ± 1,2 mln        | neokimeryjska | Na początku jury Pangea rozpada się na Laurazję i Gondwanę, pod koniec okresu również Gondwana zaczyna ulegać podziałowi. Często zmienia się biegunowość magnetyczna. Na początku jury następuje transgresja morza, pod koniec jury morza zaczynają się wycofywać. W jurze dolnej tworzyły się czarne iły, wapienie i margle, w środkowej piaszczyste i oolitowe rudy żelaza, a w górnej wapienie, np. oolitowe i rafowe, oraz margle. W morzach trwa najbujniejszy rozwój amonitów (wydzielono opartych na nich ponad 100 poziomów stratygraficznych) i belemnitów, na lądzie dominacja wielkich gadów, pod koniec jury pojawia się archeopteryks – pierwszy ptak. Klimat jury jest ciepły, w osadach nie znaleziono dowodów żadnego zlodowacenia. Podobnie jak w triasie, żaden ląd nie leży na tyle blisko któregoś z biegunów, aby powstała polarna czapa lodowa. |                                  | |
| mezozoik              | jura            | jura środkowa           | jura środkowa           | bajos 170,9 ± 0,8 mln        | neokimeryjska | Na początku jury Pangea rozpada się na Laurazję i Gondwanę, pod koniec okresu również Gondwana zaczyna ulegać podziałowi. Często zmienia się biegunowość magnetyczna. Na początku jury następuje transgresja morza, pod koniec jury morza zaczynają się wycofywać. W jurze dolnej tworzyły się czarne iły, wapienie i margle, w środkowej piaszczyste i oolitowe rudy żelaza, a w górnej wapienie, np. oolitowe i rafowe, oraz margle. W morzach trwa najbujniejszy rozwój amonitów (wydzielono opartych na nich ponad 100 poziomów stratygraficznych) i belemnitów, na lądzie dominacja wielkich gadów, pod koniec jury pojawia się archeopteryks – pierwszy ptak. Klimat jury jest ciepły, w osadach nie znaleziono dowodów żadnego zlodowacenia. Podobnie jak w triasie, żaden ląd nie leży na tyle blisko któregoś z biegunów, aby powstała polarna czapa lodowa. |                                  | |
| mezozoik              | jura            | jura środkowa           | jura środkowa           | aalen 174,7 ± 0,8 mln        | neokimeryjska | Na początku jury Pangea rozpada się na Laurazję i Gondwanę, pod koniec okresu również Gondwana zaczyna ulegać podziałowi. Często zmienia się biegunowość magnetyczna. Na początku jury następuje transgresja morza, pod koniec jury morza zaczynają się wycofywać. W jurze dolnej tworzyły się czarne iły, wapienie i margle, w środkowej piaszczyste i oolitowe rudy żelaza, a w górnej wapienie, np. oolitowe i rafowe, oraz margle. W morzach trwa najbujniejszy rozwój amonitów (wydzielono opartych na nich ponad 100 poziomów stratygraficznych) i belemnitów, na lądzie dominacja wielkich gadów, pod koniec jury pojawia się archeopteryks – pierwszy ptak. Klimat jury jest ciepły, w osadach nie znaleziono dowodów żadnego zlodowacenia. Podobnie jak w triasie, żaden ląd nie leży na tyle blisko któregoś z biegunów, aby powstała polarna czapa lodowa. |                                  | |
| mezozoik              | jura            | jura wczesna            | jura wczesna            | toark 184,2 ± 0,3 mln        | neokimeryjska | Na początku jury Pangea rozpada się na Laurazję i Gondwanę, pod koniec okresu również Gondwana zaczyna ulegać podziałowi. Często zmienia się biegunowość magnetyczna. Na początku jury następuje transgresja morza, pod koniec jury morza zaczynają się wycofywać. W jurze dolnej tworzyły się czarne iły, wapienie i margle, w środkowej piaszczyste i oolitowe rudy żelaza, a w górnej wapienie, np. oolitowe i rafowe, oraz margle. W morzach trwa najbujniejszy rozwój amonitów (wydzielono opartych na nich ponad 100 poziomów stratygraficznych) i belemnitów, na lądzie dominacja wielkich gadów, pod koniec jury pojawia się archeopteryks – pierwszy ptak. Klimat jury jest ciepły, w osadach nie znaleziono dowodów żadnego zlodowacenia. Podobnie jak w triasie, żaden ląd nie leży na tyle blisko któregoś z biegunów, aby powstała polarna czapa lodowa. |                                  | |
| mezozoik              | jura            | jura wczesna            | jura wczesna            | pliensbach 192,9 ± 0,3 mln   | neokimeryjska | Na początku jury Pangea rozpada się na Laurazję i Gondwanę, pod koniec okresu również Gondwana zaczyna ulegać podziałowi. Często zmienia się biegunowość magnetyczna. Na początku jury następuje transgresja morza, pod koniec jury morza zaczynają się wycofywać. W jurze dolnej tworzyły się czarne iły, wapienie i margle, w środkowej piaszczyste i oolitowe rudy żelaza, a w górnej wapienie, np. oolitowe i rafowe, oraz margle. W morzach trwa najbujniejszy rozwój amonitów (wydzielono opartych na nich ponad 100 poziomów stratygraficznych) i belemnitów, na lądzie dominacja wielkich gadów, pod koniec jury pojawia się archeopteryks – pierwszy ptak. Klimat jury jest ciepły, w osadach nie znaleziono dowodów żadnego zlodowacenia. Podobnie jak w triasie, żaden ląd nie leży na tyle blisko któregoś z biegunów, aby powstała polarna czapa lodowa. |                                  | |
| mezozoik              | jura            | jura wczesna            | jura wczesna            | synemur 199,5 ± 0,3 mln      | neokimeryjska | Na początku jury Pangea rozpada się na Laurazję i Gondwanę, pod koniec okresu również Gondwana zaczyna ulegać podziałowi. Często zmienia się biegunowość magnetyczna. Na początku jury następuje transgresja morza, pod koniec jury morza zaczynają się wycofywać. W jurze dolnej tworzyły się czarne iły, wapienie i margle, w środkowej piaszczyste i oolitowe rudy żelaza, a w górnej wapienie, np. oolitowe i rafowe, oraz margle. W morzach trwa najbujniejszy rozwój amonitów (wydzielono opartych na nich ponad 100 poziomów stratygraficznych) i belemnitów, na lądzie dominacja wielkich gadów, pod koniec jury pojawia się archeopteryks – pierwszy ptak. Klimat jury jest ciepły, w osadach nie znaleziono dowodów żadnego zlodowacenia. Podobnie jak w triasie, żaden ląd nie leży na tyle blisko któregoś z biegunów, aby powstała polarna czapa lodowa. |                                  | |
| mezozoik              | jura            | jura wczesna            | jura wczesna            | hettang 201,4 ± 0,2 mln      | neokimeryjska | Na początku jury Pangea rozpada się na Laurazję i Gondwanę, pod koniec okresu również Gondwana zaczyna ulegać podziałowi. Często zmienia się biegunowość magnetyczna. Na początku jury następuje transgresja morza, pod koniec jury morza zaczynają się wycofywać. W jurze dolnej tworzyły się czarne iły, wapienie i margle, w środkowej piaszczyste i oolitowe rudy żelaza, a w górnej wapienie, np. oolitowe i rafowe, oraz margle. W morzach trwa najbujniejszy rozwój amonitów (wydzielono opartych na nich ponad 100 poziomów stratygraficznych) i belemnitów, na lądzie dominacja wielkich gadów, pod koniec jury pojawia się archeopteryks – pierwszy ptak. Klimat jury jest ciepły, w osadach nie znaleziono dowodów żadnego zlodowacenia. Podobnie jak w triasie, żaden ląd nie leży na tyle blisko któregoś z biegunów, aby powstała polarna czapa lodowa. |                                  | |
| mezozoik              | trias           | późny trias             | późny trias             | retyk ~205,7 mln             | starokimeryjska labińska | Początek rozpadu Pangei, zaczynają powstawać oceany Atlantycki i Indyjski. Na przełomie triasu i jury trwa starokimeryjska faza orogenezy alpejskiej. Flora jest zdominowana przez rośliny nagonasienne. Pojawiają się pierwsze dinozaury, a pod koniec okresu również pierwsze ssaki. Pod koniec okresu następuje masowe wymieranie, jedno z pięciu największych w historii życia. |                                  | |
| mezozoik              | trias           | późny trias             | późny trias             | noryk ~227,3 mln             | starokimeryjska labińska | Początek rozpadu Pangei, zaczynają powstawać oceany Atlantycki i Indyjski. Na przełomie triasu i jury trwa starokimeryjska faza orogenezy alpejskiej. Flora jest zdominowana przez rośliny nagonasienne. Pojawiają się pierwsze dinozaury, a pod koniec okresu również pierwsze ssaki. Pod koniec okresu następuje masowe wymieranie, jedno z pięciu największych w historii życia. |                                  | |
| mezozoik              | trias           | późny trias             | późny trias             | karnik ~237 mln              | starokimeryjska labińska | Początek rozpadu Pangei, zaczynają powstawać oceany Atlantycki i Indyjski. Na przełomie triasu i jury trwa starokimeryjska faza orogenezy alpejskiej. Flora jest zdominowana przez rośliny nagonasienne. Pojawiają się pierwsze dinozaury, a pod koniec okresu również pierwsze ssaki. Pod koniec okresu następuje masowe wymieranie, jedno z pięciu największych w historii życia. |                                  | |
| mezozoik              | trias           | środkowy trias          | środkowy trias          | ladyn 241,464 ± 0,28 mln     | starokimeryjska labińska | Początek rozpadu Pangei, zaczynają powstawać oceany Atlantycki i Indyjski. Na przełomie triasu i jury trwa starokimeryjska faza orogenezy alpejskiej. Flora jest zdominowana przez rośliny nagonasienne. Pojawiają się pierwsze dinozaury, a pod koniec okresu również pierwsze ssaki. Pod koniec okresu następuje masowe wymieranie, jedno z pięciu największych w historii życia. |                                  | |
| mezozoik              | trias           | środkowy trias          | środkowy trias          | anizyk 246,7 mln             | starokimeryjska labińska | Początek rozpadu Pangei, zaczynają powstawać oceany Atlantycki i Indyjski. Na przełomie triasu i jury trwa starokimeryjska faza orogenezy alpejskiej. Flora jest zdominowana przez rośliny nagonasienne. Pojawiają się pierwsze dinozaury, a pod koniec okresu również pierwsze ssaki. Pod koniec okresu następuje masowe wymieranie, jedno z pięciu największych w historii życia. |                                  | |
| mezozoik              | trias           | wczesny trias           | wczesny trias           | olenek 249,9 mln             | starokimeryjska labińska | Początek rozpadu Pangei, zaczynają powstawać oceany Atlantycki i Indyjski. Na przełomie triasu i jury trwa starokimeryjska faza orogenezy alpejskiej. Flora jest zdominowana przez rośliny nagonasienne. Pojawiają się pierwsze dinozaury, a pod koniec okresu również pierwsze ssaki. Pod koniec okresu następuje masowe wymieranie, jedno z pięciu największych w historii życia. |                                  | |
| mezozoik              | trias           | wczesny trias           | wczesny trias           | ind 251,902 ± 0,024 mln      | starokimeryjska labińska | Początek rozpadu Pangei, zaczynają powstawać oceany Atlantycki i Indyjski. Na przełomie triasu i jury trwa starokimeryjska faza orogenezy alpejskiej. Flora jest zdominowana przez rośliny nagonasienne. Pojawiają się pierwsze dinozaury, a pod koniec okresu również pierwsze ssaki. Pod koniec okresu następuje masowe wymieranie, jedno z pięciu największych w historii życia. |                                  | |
| paleozoik             | perm            | loping                  | loping                  | czangsing 254,14 ± 0,07 mln  | palatynacka saalska | Kontynenty połączone są w jeden superkontynent – Pangeę. Powstaje wiele pustyń, na których powstają czerwone zlepieńce i piaskowce (stąd dawna nazwa wczesnego permu – „czerwony spągowiec”), trwa silna działalność wulkaniczna. W drugiej połowie permu następuje transgresja morza, później kilka następujących po sobie regresji i transgresji, dzięki którym powstają cechsztyńskie cyklotemy węglanowo-ewaporatowe. W utworach permskich istnieją ślady wielkiego zlodowacenia. Pod koniec okresu następuje wymieranie permskie: największe masowe wymieranie w historii życia na Ziemi. Wymierają drzewiaste widłaki, skrzypy i paprocie (zastępowane przez rośliny iglaste, miłorzębowe i sagowce), pospolite w morzach prawie całego paleozoiku trylobity, koralowce czteropromienne, a także częściowo płazy, gady i owady.                                 |                                  | |
| paleozoik             | perm            | loping                  | loping                  | wucziaping 259,51 ± 0,21 mln | palatynacka saalska | Kontynenty połączone są w jeden superkontynent – Pangeę. Powstaje wiele pustyń, na których powstają czerwone zlepieńce i piaskowce (stąd dawna nazwa wczesnego permu – „czerwony spągowiec”), trwa silna działalność wulkaniczna. W drugiej połowie permu następuje transgresja morza, później kilka następujących po sobie regresji i transgresji, dzięki którym powstają cechsztyńskie cyklotemy węglanowo-ewaporatowe. W utworach permskich istnieją ślady wielkiego zlodowacenia. Pod koniec okresu następuje wymieranie permskie: największe masowe wymieranie w historii życia na Ziemi. Wymierają drzewiaste widłaki, skrzypy i paprocie (zastępowane przez rośliny iglaste, miłorzębowe i sagowce), pospolite w morzach prawie całego paleozoiku trylobity, koralowce czteropromienne, a także częściowo płazy, gady i owady.                                 |                                  | |
| paleozoik             | perm            | gwadalup                | gwadalup                | kapitan 264,28 ± 0,16 mln    | palatynacka saalska | Kontynenty połączone są w jeden superkontynent – Pangeę. Powstaje wiele pustyń, na których powstają czerwone zlepieńce i piaskowce (stąd dawna nazwa wczesnego permu – „czerwony spągowiec”), trwa silna działalność wulkaniczna. W drugiej połowie permu następuje transgresja morza, później kilka następujących po sobie regresji i transgresji, dzięki którym powstają cechsztyńskie cyklotemy węglanowo-ewaporatowe. W utworach permskich istnieją ślady wielkiego zlodowacenia. Pod koniec okresu następuje wymieranie permskie: największe masowe wymieranie w historii życia na Ziemi. Wymierają drzewiaste widłaki, skrzypy i paprocie (zastępowane przez rośliny iglaste, miłorzębowe i sagowce), pospolite w morzach prawie całego paleozoiku trylobity, koralowce czteropromienne, a także częściowo płazy, gady i owady.                                 |                                  | |
| paleozoik             | perm            | gwadalup                | gwadalup                | word 266,9 ± 0,4 mln         | palatynacka saalska | Kontynenty połączone są w jeden superkontynent – Pangeę. Powstaje wiele pustyń, na których powstają czerwone zlepieńce i piaskowce (stąd dawna nazwa wczesnego permu – „czerwony spągowiec”), trwa silna działalność wulkaniczna. W drugiej połowie permu następuje transgresja morza, później kilka następujących po sobie regresji i transgresji, dzięki którym powstają cechsztyńskie cyklotemy węglanowo-ewaporatowe. W utworach permskich istnieją ślady wielkiego zlodowacenia. Pod koniec okresu następuje wymieranie permskie: największe masowe wymieranie w historii życia na Ziemi. Wymierają drzewiaste widłaki, skrzypy i paprocie (zastępowane przez rośliny iglaste, miłorzębowe i sagowce), pospolite w morzach prawie całego paleozoiku trylobity, koralowce czteropromienne, a także częściowo płazy, gady i owady.                                 |                                  | |
| paleozoik             | perm            | gwadalup                | gwadalup                | road 274,4 ± 0,4             | palatynacka saalska | Kontynenty połączone są w jeden superkontynent – Pangeę. Powstaje wiele pustyń, na których powstają czerwone zlepieńce i piaskowce (stąd dawna nazwa wczesnego permu – „czerwony spągowiec”), trwa silna działalność wulkaniczna. W drugiej połowie permu następuje transgresja morza, później kilka następujących po sobie regresji i transgresji, dzięki którym powstają cechsztyńskie cyklotemy węglanowo-ewaporatowe. W utworach permskich istnieją ślady wielkiego zlodowacenia. Pod koniec okresu następuje wymieranie permskie: największe masowe wymieranie w historii życia na Ziemi. Wymierają drzewiaste widłaki, skrzypy i paprocie (zastępowane przez rośliny iglaste, miłorzębowe i sagowce), pospolite w morzach prawie całego paleozoiku trylobity, koralowce czteropromienne, a także częściowo płazy, gady i owady.                                 |                                  | |
| paleozoik             | perm            | cisural                 | cisural                 | kungur 283,3 ± 0,4 mln       | palatynacka saalska | Kontynenty połączone są w jeden superkontynent – Pangeę. Powstaje wiele pustyń, na których powstają czerwone zlepieńce i piaskowce (stąd dawna nazwa wczesnego permu – „czerwony spągowiec”), trwa silna działalność wulkaniczna. W drugiej połowie permu następuje transgresja morza, później kilka następujących po sobie regresji i transgresji, dzięki którym powstają cechsztyńskie cyklotemy węglanowo-ewaporatowe. W utworach permskich istnieją ślady wielkiego zlodowacenia. Pod koniec okresu następuje wymieranie permskie: największe masowe wymieranie w historii życia na Ziemi. Wymierają drzewiaste widłaki, skrzypy i paprocie (zastępowane przez rośliny iglaste, miłorzębowe i sagowce), pospolite w morzach prawie całego paleozoiku trylobity, koralowce czteropromienne, a także częściowo płazy, gady i owady.                                 |                                  | |
| paleozoik             | perm            | cisural                 | cisural                 | artinsk 290,10 ± 0,26 mln    | palatynacka saalska | Kontynenty połączone są w jeden superkontynent – Pangeę. Powstaje wiele pustyń, na których powstają czerwone zlepieńce i piaskowce (stąd dawna nazwa wczesnego permu – „czerwony spągowiec”), trwa silna działalność wulkaniczna. W drugiej połowie permu następuje transgresja morza, później kilka następujących po sobie regresji i transgresji, dzięki którym powstają cechsztyńskie cyklotemy węglanowo-ewaporatowe. W utworach permskich istnieją ślady wielkiego zlodowacenia. Pod koniec okresu następuje wymieranie permskie: największe masowe wymieranie w historii życia na Ziemi. Wymierają drzewiaste widłaki, skrzypy i paprocie (zastępowane przez rośliny iglaste, miłorzębowe i sagowce), pospolite w morzach prawie całego paleozoiku trylobity, koralowce czteropromienne, a także częściowo płazy, gady i owady.                                 |                                  | |
| paleozoik             | perm            | cisural                 | cisural                 | sakmar 293,52 ± 0,17 mln     | palatynacka saalska | Kontynenty połączone są w jeden superkontynent – Pangeę. Powstaje wiele pustyń, na których powstają czerwone zlepieńce i piaskowce (stąd dawna nazwa wczesnego permu – „czerwony spągowiec”), trwa silna działalność wulkaniczna. W drugiej połowie permu następuje transgresja morza, później kilka następujących po sobie regresji i transgresji, dzięki którym powstają cechsztyńskie cyklotemy węglanowo-ewaporatowe. W utworach permskich istnieją ślady wielkiego zlodowacenia. Pod koniec okresu następuje wymieranie permskie: największe masowe wymieranie w historii życia na Ziemi. Wymierają drzewiaste widłaki, skrzypy i paprocie (zastępowane przez rośliny iglaste, miłorzębowe i sagowce), pospolite w morzach prawie całego paleozoiku trylobity, koralowce czteropromienne, a także częściowo płazy, gady i owady.                                 |                                  | |
| paleozoik             | perm            | cisural                 | cisural                 | assel 298,90 ± 0,15 mln      | palatynacka saalska | Kontynenty połączone są w jeden superkontynent – Pangeę. Powstaje wiele pustyń, na których powstają czerwone zlepieńce i piaskowce (stąd dawna nazwa wczesnego permu – „czerwony spągowiec”), trwa silna działalność wulkaniczna. W drugiej połowie permu następuje transgresja morza, później kilka następujących po sobie regresji i transgresji, dzięki którym powstają cechsztyńskie cyklotemy węglanowo-ewaporatowe. W utworach permskich istnieją ślady wielkiego zlodowacenia. Pod koniec okresu następuje wymieranie permskie: największe masowe wymieranie w historii życia na Ziemi. Wymierają drzewiaste widłaki, skrzypy i paprocie (zastępowane przez rośliny iglaste, miłorzębowe i sagowce), pospolite w morzach prawie całego paleozoiku trylobity, koralowce czteropromienne, a także częściowo płazy, gady i owady.                                 |                                  | |
| paleozoik             | karbon          | pensylwan               | późny pensylwan         | gżel 303,7 ± 0,1 mln         | asturyjska kruszcogórska sudecka bretońska | Bujny rozkwit roślinności – lądy porastają drzewiaste widłaki, kalamity, i paprocie nasienne. W okresie tym powstają największe złoża węgla kamiennego, od którego (łac. carbo) karbon wziął nazwę. Pojawiają się pierwsze zwierzęta latające (owady), oraz pierwsze gady – kotylozaury. Na nowo rozpoczyna się proces łączenia kontynentów, trwa orogeneza waryscyjska i związana z nią wielka regresja morza, osady tego okresu świadczą również o wielkim zlodowaceniu. |                                  | |
| paleozoik             | karbon          | pensylwan               | późny pensylwan         | kasimow 307,0 ± 0,1 mln      | asturyjska kruszcogórska sudecka bretońska | Bujny rozkwit roślinności – lądy porastają drzewiaste widłaki, kalamity, i paprocie nasienne. W okresie tym powstają największe złoża węgla kamiennego, od którego (łac. carbo) karbon wziął nazwę. Pojawiają się pierwsze zwierzęta latające (owady), oraz pierwsze gady – kotylozaury. Na nowo rozpoczyna się proces łączenia kontynentów, trwa orogeneza waryscyjska i związana z nią wielka regresja morza, osady tego okresu świadczą również o wielkim zlodowaceniu. |                                  | |
| paleozoik             | karbon          | pensylwan               | środkowy pensylwan      | moskow 315,2 ± 0,2 mln       | asturyjska kruszcogórska sudecka bretońska | Bujny rozkwit roślinności – lądy porastają drzewiaste widłaki, kalamity, i paprocie nasienne. W okresie tym powstają największe złoża węgla kamiennego, od którego (łac. carbo) karbon wziął nazwę. Pojawiają się pierwsze zwierzęta latające (owady), oraz pierwsze gady – kotylozaury. Na nowo rozpoczyna się proces łączenia kontynentów, trwa orogeneza waryscyjska i związana z nią wielka regresja morza, osady tego okresu świadczą również o wielkim zlodowaceniu. |                                  | |
| paleozoik             | karbon          | pensylwan               | wczesny pensylwan       | baszkir 323,4 ± 0,4 mln      | asturyjska kruszcogórska sudecka bretońska | Bujny rozkwit roślinności – lądy porastają drzewiaste widłaki, kalamity, i paprocie nasienne. W okresie tym powstają największe złoża węgla kamiennego, od którego (łac. carbo) karbon wziął nazwę. Pojawiają się pierwsze zwierzęta latające (owady), oraz pierwsze gady – kotylozaury. Na nowo rozpoczyna się proces łączenia kontynentów, trwa orogeneza waryscyjska i związana z nią wielka regresja morza, osady tego okresu świadczą również o wielkim zlodowaceniu. |                                  | |
| paleozoik             | karbon          | missisip                | późny missisip          | serpuchow 330,3 ± 0,4 mln    | asturyjska kruszcogórska sudecka bretońska | Bujny rozkwit roślinności – lądy porastają drzewiaste widłaki, kalamity, i paprocie nasienne. W okresie tym powstają największe złoża węgla kamiennego, od którego (łac. carbo) karbon wziął nazwę. Pojawiają się pierwsze zwierzęta latające (owady), oraz pierwsze gady – kotylozaury. Na nowo rozpoczyna się proces łączenia kontynentów, trwa orogeneza waryscyjska i związana z nią wielka regresja morza, osady tego okresu świadczą również o wielkim zlodowaceniu. |                                  | |
| paleozoik             | karbon          | missisip                | środkowy missisip       | wizen 346,7 ± 0,4 mln        | asturyjska kruszcogórska sudecka bretońska | Bujny rozkwit roślinności – lądy porastają drzewiaste widłaki, kalamity, i paprocie nasienne. W okresie tym powstają największe złoża węgla kamiennego, od którego (łac. carbo) karbon wziął nazwę. Pojawiają się pierwsze zwierzęta latające (owady), oraz pierwsze gady – kotylozaury. Na nowo rozpoczyna się proces łączenia kontynentów, trwa orogeneza waryscyjska i związana z nią wielka regresja morza, osady tego okresu świadczą również o wielkim zlodowaceniu. |                                  | |
| paleozoik             | karbon          | missisip                | wczesny missisip        | turnej 358,86 ± 0,19 mln     | asturyjska kruszcogórska sudecka bretońska | Bujny rozkwit roślinności – lądy porastają drzewiaste widłaki, kalamity, i paprocie nasienne. W okresie tym powstają największe złoża węgla kamiennego, od którego (łac. carbo) karbon wziął nazwę. Pojawiają się pierwsze zwierzęta latające (owady), oraz pierwsze gady – kotylozaury. Na nowo rozpoczyna się proces łączenia kontynentów, trwa orogeneza waryscyjska i związana z nią wielka regresja morza, osady tego okresu świadczą również o wielkim zlodowaceniu. |                                  | |
| paleozoik             | dewon           | późny dewon             | późny dewon             | famen 372,15 ± 0,46 mln      | liguryjska eryjska ardeńska | Trwa erozja wyniesionych wcześniej łańcuchów górskich na północnej półkuli, co owocuje wielkimi pokładami czerwonej barwy zlepieńców i piaskowców. Klimat jest ciepły i suchy. Flora lądowa to psylofity, pierwotne paprocie, widłaki i skrzypy. Pojawiają się pierwsze zwierzęta lądowe: stawonogi i płazy tarczogłowe. Na początku okresu trwa regresja morska, następnie transgresja. Pod koniec okresu rozpoczęły się wstępne ruchy górotwórcze orogenezy waryscyjskiej. Pod koniec okresu ma miejsce masowe wymieranie, jedno z pięciu największych w historii życia. |                                  | |
| paleozoik             | dewon           | późny dewon             | późny dewon             | fran 382,31 ± 1,36 mln       | liguryjska eryjska ardeńska | Trwa erozja wyniesionych wcześniej łańcuchów górskich na północnej półkuli, co owocuje wielkimi pokładami czerwonej barwy zlepieńców i piaskowców. Klimat jest ciepły i suchy. Flora lądowa to psylofity, pierwotne paprocie, widłaki i skrzypy. Pojawiają się pierwsze zwierzęta lądowe: stawonogi i płazy tarczogłowe. Na początku okresu trwa regresja morska, następnie transgresja. Pod koniec okresu rozpoczęły się wstępne ruchy górotwórcze orogenezy waryscyjskiej. Pod koniec okresu ma miejsce masowe wymieranie, jedno z pięciu największych w historii życia. |                                  | |
| paleozoik             | dewon           | środkowy dewon          | środkowy dewon          | żywet 387,95 ± 1,04 mln      | liguryjska eryjska ardeńska | Trwa erozja wyniesionych wcześniej łańcuchów górskich na północnej półkuli, co owocuje wielkimi pokładami czerwonej barwy zlepieńców i piaskowców. Klimat jest ciepły i suchy. Flora lądowa to psylofity, pierwotne paprocie, widłaki i skrzypy. Pojawiają się pierwsze zwierzęta lądowe: stawonogi i płazy tarczogłowe. Na początku okresu trwa regresja morska, następnie transgresja. Pod koniec okresu rozpoczęły się wstępne ruchy górotwórcze orogenezy waryscyjskiej. Pod koniec okresu ma miejsce masowe wymieranie, jedno z pięciu największych w historii życia. |                                  | |
| paleozoik             | dewon           | środkowy dewon          | środkowy dewon          | eifel 393,47 ± 0,99 mln      | liguryjska eryjska ardeńska | Trwa erozja wyniesionych wcześniej łańcuchów górskich na północnej półkuli, co owocuje wielkimi pokładami czerwonej barwy zlepieńców i piaskowców. Klimat jest ciepły i suchy. Flora lądowa to psylofity, pierwotne paprocie, widłaki i skrzypy. Pojawiają się pierwsze zwierzęta lądowe: stawonogi i płazy tarczogłowe. Na początku okresu trwa regresja morska, następnie transgresja. Pod koniec okresu rozpoczęły się wstępne ruchy górotwórcze orogenezy waryscyjskiej. Pod koniec okresu ma miejsce masowe wymieranie, jedno z pięciu największych w historii życia. |                                  | |
| paleozoik             | dewon           | wczesny dewon           | wczesny dewon           | ems 410,62 ± 1,95 mln        | liguryjska eryjska ardeńska | Trwa erozja wyniesionych wcześniej łańcuchów górskich na północnej półkuli, co owocuje wielkimi pokładami czerwonej barwy zlepieńców i piaskowców. Klimat jest ciepły i suchy. Flora lądowa to psylofity, pierwotne paprocie, widłaki i skrzypy. Pojawiają się pierwsze zwierzęta lądowe: stawonogi i płazy tarczogłowe. Na początku okresu trwa regresja morska, następnie transgresja. Pod koniec okresu rozpoczęły się wstępne ruchy górotwórcze orogenezy waryscyjskiej. Pod koniec okresu ma miejsce masowe wymieranie, jedno z pięciu największych w historii życia. |                                  | |
| paleozoik             | dewon           | wczesny dewon           | wczesny dewon           | prag 413,02 ± 1,91 mln       | liguryjska eryjska ardeńska | Trwa erozja wyniesionych wcześniej łańcuchów górskich na północnej półkuli, co owocuje wielkimi pokładami czerwonej barwy zlepieńców i piaskowców. Klimat jest ciepły i suchy. Flora lądowa to psylofity, pierwotne paprocie, widłaki i skrzypy. Pojawiają się pierwsze zwierzęta lądowe: stawonogi i płazy tarczogłowe. Na początku okresu trwa regresja morska, następnie transgresja. Pod koniec okresu rozpoczęły się wstępne ruchy górotwórcze orogenezy waryscyjskiej. Pod koniec okresu ma miejsce masowe wymieranie, jedno z pięciu największych w historii życia. |                                  | |
| paleozoik             | dewon           | wczesny dewon           | wczesny dewon           | lochkow 419,62 ± 1,36 mln    | liguryjska eryjska ardeńska | Trwa erozja wyniesionych wcześniej łańcuchów górskich na północnej półkuli, co owocuje wielkimi pokładami czerwonej barwy zlepieńców i piaskowców. Klimat jest ciepły i suchy. Flora lądowa to psylofity, pierwotne paprocie, widłaki i skrzypy. Pojawiają się pierwsze zwierzęta lądowe: stawonogi i płazy tarczogłowe. Na początku okresu trwa regresja morska, następnie transgresja. Pod koniec okresu rozpoczęły się wstępne ruchy górotwórcze orogenezy waryscyjskiej. Pod koniec okresu ma miejsce masowe wymieranie, jedno z pięciu największych w historii życia. |                                  | |
| paleozoik             | sylur           | przydol 422,7 ± 1,6 mln | przydol 422,7 ± 1,6 mln | przydol 422,7 ± 1,6 mln      | krakowska | Po zlodowaceniu na przełomie ordowiku i syluru poziom wód podnosi się, następnie wskutek orogenez znów opada, co doprowadza do wymierania wielu gatunków. Trwają ruchy górotwórcze (jedna z większych faz orogenezy kaledońskiej), którym towarzyszy silny wulkanizm. Powstaje Laurazja. Florę stanowią na lądzie widłaki i psylofity, a w morzach zielenice, krasnorosty i sinice, następuje rozkwit fauny morskiej. |                                  | |
| paleozoik             | sylur           | ludlow                  | ludlow                  | ludford 425,0 ± 1,5 mln      | krakowska | Po zlodowaceniu na przełomie ordowiku i syluru poziom wód podnosi się, następnie wskutek orogenez znów opada, co doprowadza do wymierania wielu gatunków. Trwają ruchy górotwórcze (jedna z większych faz orogenezy kaledońskiej), którym towarzyszy silny wulkanizm. Powstaje Laurazja. Florę stanowią na lądzie widłaki i psylofity, a w morzach zielenice, krasnorosty i sinice, następuje rozkwit fauny morskiej. |                                  | |
| paleozoik             | sylur           | ludlow                  | ludlow                  | gorst 426,7 ± 1,5 mln        | krakowska | Po zlodowaceniu na przełomie ordowiku i syluru poziom wód podnosi się, następnie wskutek orogenez znów opada, co doprowadza do wymierania wielu gatunków. Trwają ruchy górotwórcze (jedna z większych faz orogenezy kaledońskiej), którym towarzyszy silny wulkanizm. Powstaje Laurazja. Florę stanowią na lądzie widłaki i psylofity, a w morzach zielenice, krasnorosty i sinice, następuje rozkwit fauny morskiej. |                                  | |
| paleozoik             | sylur           | wenlok                  | wenlok                  | homer 430,6 ± 1,3 mln        | krakowska | Po zlodowaceniu na przełomie ordowiku i syluru poziom wód podnosi się, następnie wskutek orogenez znów opada, co doprowadza do wymierania wielu gatunków. Trwają ruchy górotwórcze (jedna z większych faz orogenezy kaledońskiej), którym towarzyszy silny wulkanizm. Powstaje Laurazja. Florę stanowią na lądzie widłaki i psylofity, a w morzach zielenice, krasnorosty i sinice, następuje rozkwit fauny morskiej. |                                  | |
| paleozoik             | sylur           | wenlok                  | wenlok                  | szejnwud 432,9 ± 1,2 mln     | krakowska | Po zlodowaceniu na przełomie ordowiku i syluru poziom wód podnosi się, następnie wskutek orogenez znów opada, co doprowadza do wymierania wielu gatunków. Trwają ruchy górotwórcze (jedna z większych faz orogenezy kaledońskiej), którym towarzyszy silny wulkanizm. Powstaje Laurazja. Florę stanowią na lądzie widłaki i psylofity, a w morzach zielenice, krasnorosty i sinice, następuje rozkwit fauny morskiej. |                                  | |
| paleozoik             | sylur           | landower                | landower                | telicz 438,6 ± 1,0 mln       | krakowska | Po zlodowaceniu na przełomie ordowiku i syluru poziom wód podnosi się, następnie wskutek orogenez znów opada, co doprowadza do wymierania wielu gatunków. Trwają ruchy górotwórcze (jedna z większych faz orogenezy kaledońskiej), którym towarzyszy silny wulkanizm. Powstaje Laurazja. Florę stanowią na lądzie widłaki i psylofity, a w morzach zielenice, krasnorosty i sinice, następuje rozkwit fauny morskiej. |                                  | |
| paleozoik             | sylur           | landower                | landower                | aeron 440,5 ± 1,0 mln        | krakowska | Po zlodowaceniu na przełomie ordowiku i syluru poziom wód podnosi się, następnie wskutek orogenez znów opada, co doprowadza do wymierania wielu gatunków. Trwają ruchy górotwórcze (jedna z większych faz orogenezy kaledońskiej), którym towarzyszy silny wulkanizm. Powstaje Laurazja. Florę stanowią na lądzie widłaki i psylofity, a w morzach zielenice, krasnorosty i sinice, następuje rozkwit fauny morskiej. |                                  | |
| paleozoik             | sylur           | landower                | landower                | ruddan 443,1 ± 0,9 mln       | krakowska | Po zlodowaceniu na przełomie ordowiku i syluru poziom wód podnosi się, następnie wskutek orogenez znów opada, co doprowadza do wymierania wielu gatunków. Trwają ruchy górotwórcze (jedna z większych faz orogenezy kaledońskiej), którym towarzyszy silny wulkanizm. Powstaje Laurazja. Florę stanowią na lądzie widłaki i psylofity, a w morzach zielenice, krasnorosty i sinice, następuje rozkwit fauny morskiej. |                                  | |
| paleozoik             | ordowik         | ordowik późny           | ordowik późny           | hirnant 445,2 ± 0,9 mln      | takońska | Trwa transgresja morza, stąd większość osadów tego okresu to głównie morskie utwory piaszczysto-ilaste, takie jak łupki ilaste, piaskowce, wapienie czy margle. W ordowiku miało miejsce nasilenie orogenezy kaledońskiej. Większość kontynentów południowej półkuli tworzy Gondwanę, zgodnie z teorią tektoniki płyt dryfującą od równika w kierunku bieguna południowego. Klimat jest ciepły. Na lądzie pojawiają się pierwsze paprotniki. Pod koniec tego okresu Gondwana osiągnęła szerokość polarną i uległa częściowemu zlodowaceniu, nastąpiło również masowe wymieranie zwierząt (wymieranie ordowickie). |                                  | |
| paleozoik             | ordowik         | ordowik późny           | ordowik późny           | kat 452,8 ± 0,7 mln          | takońska | Trwa transgresja morza, stąd większość osadów tego okresu to głównie morskie utwory piaszczysto-ilaste, takie jak łupki ilaste, piaskowce, wapienie czy margle. W ordowiku miało miejsce nasilenie orogenezy kaledońskiej. Większość kontynentów południowej półkuli tworzy Gondwanę, zgodnie z teorią tektoniki płyt dryfującą od równika w kierunku bieguna południowego. Klimat jest ciepły. Na lądzie pojawiają się pierwsze paprotniki. Pod koniec tego okresu Gondwana osiągnęła szerokość polarną i uległa częściowemu zlodowaceniu, nastąpiło również masowe wymieranie zwierząt (wymieranie ordowickie). |                                  | |
| paleozoik             | ordowik         | ordowik późny           | ordowik późny           | sandb 458,2 ± 0,7 mln        | takońska | Trwa transgresja morza, stąd większość osadów tego okresu to głównie morskie utwory piaszczysto-ilaste, takie jak łupki ilaste, piaskowce, wapienie czy margle. W ordowiku miało miejsce nasilenie orogenezy kaledońskiej. Większość kontynentów południowej półkuli tworzy Gondwanę, zgodnie z teorią tektoniki płyt dryfującą od równika w kierunku bieguna południowego. Klimat jest ciepły. Na lądzie pojawiają się pierwsze paprotniki. Pod koniec tego okresu Gondwana osiągnęła szerokość polarną i uległa częściowemu zlodowaceniu, nastąpiło również masowe wymieranie zwierząt (wymieranie ordowickie). |                                  | |
| paleozoik             | ordowik         | ordowik środkowy        | ordowik środkowy        | darriwil 469,4 ± 0,9 mln     | takońska | Trwa transgresja morza, stąd większość osadów tego okresu to głównie morskie utwory piaszczysto-ilaste, takie jak łupki ilaste, piaskowce, wapienie czy margle. W ordowiku miało miejsce nasilenie orogenezy kaledońskiej. Większość kontynentów południowej półkuli tworzy Gondwanę, zgodnie z teorią tektoniki płyt dryfującą od równika w kierunku bieguna południowego. Klimat jest ciepły. Na lądzie pojawiają się pierwsze paprotniki. Pod koniec tego okresu Gondwana osiągnęła szerokość polarną i uległa częściowemu zlodowaceniu, nastąpiło również masowe wymieranie zwierząt (wymieranie ordowickie). |                                  | |
| paleozoik             | ordowik         | ordowik środkowy        | ordowik środkowy        | daping 471,3 ± 1,0 mln       | takońska | Trwa transgresja morza, stąd większość osadów tego okresu to głównie morskie utwory piaszczysto-ilaste, takie jak łupki ilaste, piaskowce, wapienie czy margle. W ordowiku miało miejsce nasilenie orogenezy kaledońskiej. Większość kontynentów południowej półkuli tworzy Gondwanę, zgodnie z teorią tektoniki płyt dryfującą od równika w kierunku bieguna południowego. Klimat jest ciepły. Na lądzie pojawiają się pierwsze paprotniki. Pod koniec tego okresu Gondwana osiągnęła szerokość polarną i uległa częściowemu zlodowaceniu, nastąpiło również masowe wymieranie zwierząt (wymieranie ordowickie). |                                  | |
| paleozoik             | ordowik         | ordowik wczesny         | ordowik wczesny         | flo 477,1 ± 1,2 mln          | takońska | Trwa transgresja morza, stąd większość osadów tego okresu to głównie morskie utwory piaszczysto-ilaste, takie jak łupki ilaste, piaskowce, wapienie czy margle. W ordowiku miało miejsce nasilenie orogenezy kaledońskiej. Większość kontynentów południowej półkuli tworzy Gondwanę, zgodnie z teorią tektoniki płyt dryfującą od równika w kierunku bieguna południowego. Klimat jest ciepły. Na lądzie pojawiają się pierwsze paprotniki. Pod koniec tego okresu Gondwana osiągnęła szerokość polarną i uległa częściowemu zlodowaceniu, nastąpiło również masowe wymieranie zwierząt (wymieranie ordowickie). |                                  | |
| paleozoik             | ordowik         | ordowik wczesny         | ordowik wczesny         | tremadok 486,85 ± 1,50 mln   | takońska | Trwa transgresja morza, stąd większość osadów tego okresu to głównie morskie utwory piaszczysto-ilaste, takie jak łupki ilaste, piaskowce, wapienie czy margle. W ordowiku miało miejsce nasilenie orogenezy kaledońskiej. Większość kontynentów południowej półkuli tworzy Gondwanę, zgodnie z teorią tektoniki płyt dryfującą od równika w kierunku bieguna południowego. Klimat jest ciepły. Na lądzie pojawiają się pierwsze paprotniki. Pod koniec tego okresu Gondwana osiągnęła szerokość polarną i uległa częściowemu zlodowaceniu, nastąpiło również masowe wymieranie zwierząt (wymieranie ordowickie). |                                  | |
| paleozoik             | kambr           | furong                  | furong                  | piętro 10 ~491,0 mln         | sandomierska sardyjska | Nastąpiła kambryjska eksplozja ewolucyjna, wielka radiacja organizmów posiadających szkielety, przypuszczalnie związana z ustąpieniem zlodowaceń neoproterozoicznych i zwiększeniem się ilości tlenu w atmosferze. Pozostawiła ona po sobie liczne skamieniałości i ślady organiczne. W drugiej epoce kambru pojawiają się trylobity, stanowiące ważny element fauny morskiej przez resztę ery. W kambrze pojawiły się też pierwsze strunowce (pikaia). Od dolnego kambru trwa wielka transgresja morza (maksymalna w środkowym kambrze), następnie wskutek ruchów górotwórczych następuje lekka regresja w górnym kambrze. Typowe dla tego okresu są skały osadowe pochodzenia morskiego. Pod koniec kambru rozpoczyna się orogeneza kaledońska. |                                  | |
| paleozoik             | kambr           | furong                  | furong                  | dziangszan ~494,2 mln        | sandomierska sardyjska | Nastąpiła kambryjska eksplozja ewolucyjna, wielka radiacja organizmów posiadających szkielety, przypuszczalnie związana z ustąpieniem zlodowaceń neoproterozoicznych i zwiększeniem się ilości tlenu w atmosferze. Pozostawiła ona po sobie liczne skamieniałości i ślady organiczne. W drugiej epoce kambru pojawiają się trylobity, stanowiące ważny element fauny morskiej przez resztę ery. W kambrze pojawiły się też pierwsze strunowce (pikaia). Od dolnego kambru trwa wielka transgresja morza (maksymalna w środkowym kambrze), następnie wskutek ruchów górotwórczych następuje lekka regresja w górnym kambrze. Typowe dla tego okresu są skały osadowe pochodzenia morskiego. Pod koniec kambru rozpoczyna się orogeneza kaledońska. |                                  | |
| paleozoik             | kambr           | furong                  | furong                  | paib ~497,0 mln              | sandomierska sardyjska | Nastąpiła kambryjska eksplozja ewolucyjna, wielka radiacja organizmów posiadających szkielety, przypuszczalnie związana z ustąpieniem zlodowaceń neoproterozoicznych i zwiększeniem się ilości tlenu w atmosferze. Pozostawiła ona po sobie liczne skamieniałości i ślady organiczne. W drugiej epoce kambru pojawiają się trylobity, stanowiące ważny element fauny morskiej przez resztę ery. W kambrze pojawiły się też pierwsze strunowce (pikaia). Od dolnego kambru trwa wielka transgresja morza (maksymalna w środkowym kambrze), następnie wskutek ruchów górotwórczych następuje lekka regresja w górnym kambrze. Typowe dla tego okresu są skały osadowe pochodzenia morskiego. Pod koniec kambru rozpoczyna się orogeneza kaledońska. |                                  | |
| paleozoik             | kambr           | miaoling                | miaoling                | gużang ~500,5 mln            | sandomierska sardyjska | Nastąpiła kambryjska eksplozja ewolucyjna, wielka radiacja organizmów posiadających szkielety, przypuszczalnie związana z ustąpieniem zlodowaceń neoproterozoicznych i zwiększeniem się ilości tlenu w atmosferze. Pozostawiła ona po sobie liczne skamieniałości i ślady organiczne. W drugiej epoce kambru pojawiają się trylobity, stanowiące ważny element fauny morskiej przez resztę ery. W kambrze pojawiły się też pierwsze strunowce (pikaia). Od dolnego kambru trwa wielka transgresja morza (maksymalna w środkowym kambrze), następnie wskutek ruchów górotwórczych następuje lekka regresja w górnym kambrze. Typowe dla tego okresu są skały osadowe pochodzenia morskiego. Pod koniec kambru rozpoczyna się orogeneza kaledońska. |                                  | |
| paleozoik             | kambr           | miaoling                | miaoling                | drum ~504,5 mln              | sandomierska sardyjska | Nastąpiła kambryjska eksplozja ewolucyjna, wielka radiacja organizmów posiadających szkielety, przypuszczalnie związana z ustąpieniem zlodowaceń neoproterozoicznych i zwiększeniem się ilości tlenu w atmosferze. Pozostawiła ona po sobie liczne skamieniałości i ślady organiczne. W drugiej epoce kambru pojawiają się trylobity, stanowiące ważny element fauny morskiej przez resztę ery. W kambrze pojawiły się też pierwsze strunowce (pikaia). Od dolnego kambru trwa wielka transgresja morza (maksymalna w środkowym kambrze), następnie wskutek ruchów górotwórczych następuje lekka regresja w górnym kambrze. Typowe dla tego okresu są skały osadowe pochodzenia morskiego. Pod koniec kambru rozpoczyna się orogeneza kaledońska. |                                  | |
| paleozoik             | kambr           | miaoling                | miaoling                | wuliuan ~506,5 mln           | sandomierska sardyjska | Nastąpiła kambryjska eksplozja ewolucyjna, wielka radiacja organizmów posiadających szkielety, przypuszczalnie związana z ustąpieniem zlodowaceń neoproterozoicznych i zwiększeniem się ilości tlenu w atmosferze. Pozostawiła ona po sobie liczne skamieniałości i ślady organiczne. W drugiej epoce kambru pojawiają się trylobity, stanowiące ważny element fauny morskiej przez resztę ery. W kambrze pojawiły się też pierwsze strunowce (pikaia). Od dolnego kambru trwa wielka transgresja morza (maksymalna w środkowym kambrze), następnie wskutek ruchów górotwórczych następuje lekka regresja w górnym kambrze. Typowe dla tego okresu są skały osadowe pochodzenia morskiego. Pod koniec kambru rozpoczyna się orogeneza kaledońska. |                                  | |
| paleozoik             | kambr           | oddział 2               | oddział 2               | piętro 4 ~514,5 mln          | sandomierska sardyjska | Nastąpiła kambryjska eksplozja ewolucyjna, wielka radiacja organizmów posiadających szkielety, przypuszczalnie związana z ustąpieniem zlodowaceń neoproterozoicznych i zwiększeniem się ilości tlenu w atmosferze. Pozostawiła ona po sobie liczne skamieniałości i ślady organiczne. W drugiej epoce kambru pojawiają się trylobity, stanowiące ważny element fauny morskiej przez resztę ery. W kambrze pojawiły się też pierwsze strunowce (pikaia). Od dolnego kambru trwa wielka transgresja morza (maksymalna w środkowym kambrze), następnie wskutek ruchów górotwórczych następuje lekka regresja w górnym kambrze. Typowe dla tego okresu są skały osadowe pochodzenia morskiego. Pod koniec kambru rozpoczyna się orogeneza kaledońska. |                                  | |
| paleozoik             | kambr           | oddział 2               | oddział 2               | piętro 3 ~521,0 mln          | sandomierska sardyjska | Nastąpiła kambryjska eksplozja ewolucyjna, wielka radiacja organizmów posiadających szkielety, przypuszczalnie związana z ustąpieniem zlodowaceń neoproterozoicznych i zwiększeniem się ilości tlenu w atmosferze. Pozostawiła ona po sobie liczne skamieniałości i ślady organiczne. W drugiej epoce kambru pojawiają się trylobity, stanowiące ważny element fauny morskiej przez resztę ery. W kambrze pojawiły się też pierwsze strunowce (pikaia). Od dolnego kambru trwa wielka transgresja morza (maksymalna w środkowym kambrze), następnie wskutek ruchów górotwórczych następuje lekka regresja w górnym kambrze. Typowe dla tego okresu są skały osadowe pochodzenia morskiego. Pod koniec kambru rozpoczyna się orogeneza kaledońska. |                                  | |
| paleozoik             | kambr           | terenew                 | terenew                 | piętro 2 ~529,0 mln          | sandomierska sardyjska | Nastąpiła kambryjska eksplozja ewolucyjna, wielka radiacja organizmów posiadających szkielety, przypuszczalnie związana z ustąpieniem zlodowaceń neoproterozoicznych i zwiększeniem się ilości tlenu w atmosferze. Pozostawiła ona po sobie liczne skamieniałości i ślady organiczne. W drugiej epoce kambru pojawiają się trylobity, stanowiące ważny element fauny morskiej przez resztę ery. W kambrze pojawiły się też pierwsze strunowce (pikaia). Od dolnego kambru trwa wielka transgresja morza (maksymalna w środkowym kambrze), następnie wskutek ruchów górotwórczych następuje lekka regresja w górnym kambrze. Typowe dla tego okresu są skały osadowe pochodzenia morskiego. Pod koniec kambru rozpoczyna się orogeneza kaledońska. |                                  | |
| paleozoik             | kambr           | terenew                 | terenew                 | fortun 538,8 ± 0,6 mln       | sandomierska sardyjska | Nastąpiła kambryjska eksplozja ewolucyjna, wielka radiacja organizmów posiadających szkielety, przypuszczalnie związana z ustąpieniem zlodowaceń neoproterozoicznych i zwiększeniem się ilości tlenu w atmosferze. Pozostawiła ona po sobie liczne skamieniałości i ślady organiczne. W drugiej epoce kambru pojawiają się trylobity, stanowiące ważny element fauny morskiej przez resztę ery. W kambrze pojawiły się też pierwsze strunowce (pikaia). Od dolnego kambru trwa wielka transgresja morza (maksymalna w środkowym kambrze), następnie wskutek ruchów górotwórczych następuje lekka regresja w górnym kambrze. Typowe dla tego okresu są skały osadowe pochodzenia morskiego. Pod koniec kambru rozpoczyna się orogeneza kaledońska. |                                  | |
| prekambr              | proterozoik     | neoproterozoik          | ediakar ~635 mln        | ediakar ~635 mln             | ediakar ~635 mln | ediakar ~635 mln | kadomska panafrykańska bajkalska | Po ustąpieniu globalnych zlodowaceń z okresu kriogenu klimat ocieplił się, choć mniejsze zlodowacenia miały jeszcze miejsce w ediakarze. Nastąpiło pierwsze masowe pojawienie się makroskopowych wielokomórkowców, znanych jako fauna ediakarska. |
| prekambr              | proterozoik     | neoproterozoik          | kriogen ~720 mln        | kriogen ~720 mln             | kriogen ~720 mln | kriogen ~720 mln |                                  | W atmosferze znajduje się coraz więcej tlenu. Utlenia on związki żelaza, dzięki czemu w okresie między 2,5 a 2 mld lat temu powstaje ponad 90% światowych rud żelaza. Około 2 mld lat temu zaczyna wykształcać się warstwa ozonowa. W dolnym proterozoiku miało miejsce pierwsze znane w dziejach ziemi zlodowacenie; w ciągu całej ery miało miejsce ich kilka, a największe z nich w kriogenie – istnieje hipoteza, że cała planeta pokryta była lodowcami, niezamrożone były jedynie równikowe partie oceanów, lub wręcz tylko głębie oceaniczne podgrzewane ciepłem Ziemi (tzw. Ziemia śnieżka). W pozostałych okresach proterozoiku klimat był ciepły, o czym świadczą pochodzące z tamtego czasu wapienie i dolomity. Trwały potężne ruchy górotwórcze, wiele skał uległo metamorfizmowi. Około 2,1 mld lat temu prawdopodobnie pojawiły się pierwsze organizmy wielokomórkowe (gabonionta), które jednak wymarły bezpotomnie; ok. 1,5 mld lat temu pojawiły się szerzej organizmy eukariotyczne (Acritarcha). |
| prekambr              | proterozoik     | neoproterozoik          | ton 1000 mln            | ton 1000 mln                 | ton 1000 mln | ton 1000 mln | dalslandzka                      | W atmosferze znajduje się coraz więcej tlenu. Utlenia on związki żelaza, dzięki czemu w okresie między 2,5 a 2 mld lat temu powstaje ponad 90% światowych rud żelaza. Około 2 mld lat temu zaczyna wykształcać się warstwa ozonowa. W dolnym proterozoiku miało miejsce pierwsze znane w dziejach ziemi zlodowacenie; w ciągu całej ery miało miejsce ich kilka, a największe z nich w kriogenie – istnieje hipoteza, że cała planeta pokryta była lodowcami, niezamrożone były jedynie równikowe partie oceanów, lub wręcz tylko głębie oceaniczne podgrzewane ciepłem Ziemi (tzw. Ziemia śnieżka). W pozostałych okresach proterozoiku klimat był ciepły, o czym świadczą pochodzące z tamtego czasu wapienie i dolomity. Trwały potężne ruchy górotwórcze, wiele skał uległo metamorfizmowi. Około 2,1 mld lat temu prawdopodobnie pojawiły się pierwsze organizmy wielokomórkowe (gabonionta), które jednak wymarły bezpotomnie; ok. 1,5 mld lat temu pojawiły się szerzej organizmy eukariotyczne (Acritarcha). |
| prekambr              | proterozoik     | mezoproterozoik         | sten 1200 mln           | sten 1200 mln                | sten 1200 mln | sten 1200 mln | grenwilska (swekonorweska)       | W atmosferze znajduje się coraz więcej tlenu. Utlenia on związki żelaza, dzięki czemu w okresie między 2,5 a 2 mld lat temu powstaje ponad 90% światowych rud żelaza. Około 2 mld lat temu zaczyna wykształcać się warstwa ozonowa. W dolnym proterozoiku miało miejsce pierwsze znane w dziejach ziemi zlodowacenie; w ciągu całej ery miało miejsce ich kilka, a największe z nich w kriogenie – istnieje hipoteza, że cała planeta pokryta była lodowcami, niezamrożone były jedynie równikowe partie oceanów, lub wręcz tylko głębie oceaniczne podgrzewane ciepłem Ziemi (tzw. Ziemia śnieżka). W pozostałych okresach proterozoiku klimat był ciepły, o czym świadczą pochodzące z tamtego czasu wapienie i dolomity. Trwały potężne ruchy górotwórcze, wiele skał uległo metamorfizmowi. Około 2,1 mld lat temu prawdopodobnie pojawiły się pierwsze organizmy wielokomórkowe (gabonionta), które jednak wymarły bezpotomnie; ok. 1,5 mld lat temu pojawiły się szerzej organizmy eukariotyczne (Acritarcha). |
| prekambr              | proterozoik     | mezoproterozoik         | ektas 1400 mln          |                              | | |                                  | W atmosferze znajduje się coraz więcej tlenu. Utlenia on związki żelaza, dzięki czemu w okresie między 2,5 a 2 mld lat temu powstaje ponad 90% światowych rud żelaza. Około 2 mld lat temu zaczyna wykształcać się warstwa ozonowa. W dolnym proterozoiku miało miejsce pierwsze znane w dziejach ziemi zlodowacenie; w ciągu całej ery miało miejsce ich kilka, a największe z nich w kriogenie – istnieje hipoteza, że cała planeta pokryta była lodowcami, niezamrożone były jedynie równikowe partie oceanów, lub wręcz tylko głębie oceaniczne podgrzewane ciepłem Ziemi (tzw. Ziemia śnieżka). W pozostałych okresach proterozoiku klimat był ciepły, o czym świadczą pochodzące z tamtego czasu wapienie i dolomity. Trwały potężne ruchy górotwórcze, wiele skał uległo metamorfizmowi. Około 2,1 mld lat temu prawdopodobnie pojawiły się pierwsze organizmy wielokomórkowe (gabonionta), które jednak wymarły bezpotomnie; ok. 1,5 mld lat temu pojawiły się szerzej organizmy eukariotyczne (Acritarcha). |
| prekambr              | proterozoik     | mezoproterozoik         | kalim 1600 mln          | kalim 1600 mln               | kalim 1600 mln | kalim 1600 mln | penakaen hudsońska karelska      | W atmosferze znajduje się coraz więcej tlenu. Utlenia on związki żelaza, dzięki czemu w okresie między 2,5 a 2 mld lat temu powstaje ponad 90% światowych rud żelaza. Około 2 mld lat temu zaczyna wykształcać się warstwa ozonowa. W dolnym proterozoiku miało miejsce pierwsze znane w dziejach ziemi zlodowacenie; w ciągu całej ery miało miejsce ich kilka, a największe z nich w kriogenie – istnieje hipoteza, że cała planeta pokryta była lodowcami, niezamrożone były jedynie równikowe partie oceanów, lub wręcz tylko głębie oceaniczne podgrzewane ciepłem Ziemi (tzw. Ziemia śnieżka). W pozostałych okresach proterozoiku klimat był ciepły, o czym świadczą pochodzące z tamtego czasu wapienie i dolomity. Trwały potężne ruchy górotwórcze, wiele skał uległo metamorfizmowi. Około 2,1 mld lat temu prawdopodobnie pojawiły się pierwsze organizmy wielokomórkowe (gabonionta), które jednak wymarły bezpotomnie; ok. 1,5 mld lat temu pojawiły się szerzej organizmy eukariotyczne (Acritarcha). |
| prekambr              | proterozoik     | paleoproterozoik        | stater 1800 mln         | stater 1800 mln              | stater 1800 mln | stater 1800 mln |                                  | W atmosferze znajduje się coraz więcej tlenu. Utlenia on związki żelaza, dzięki czemu w okresie między 2,5 a 2 mld lat temu powstaje ponad 90% światowych rud żelaza. Około 2 mld lat temu zaczyna wykształcać się warstwa ozonowa. W dolnym proterozoiku miało miejsce pierwsze znane w dziejach ziemi zlodowacenie; w ciągu całej ery miało miejsce ich kilka, a największe z nich w kriogenie – istnieje hipoteza, że cała planeta pokryta była lodowcami, niezamrożone były jedynie równikowe partie oceanów, lub wręcz tylko głębie oceaniczne podgrzewane ciepłem Ziemi (tzw. Ziemia śnieżka). W pozostałych okresach proterozoiku klimat był ciepły, o czym świadczą pochodzące z tamtego czasu wapienie i dolomity. Trwały potężne ruchy górotwórcze, wiele skał uległo metamorfizmowi. Około 2,1 mld lat temu prawdopodobnie pojawiły się pierwsze organizmy wielokomórkowe (gabonionta), które jednak wymarły bezpotomnie; ok. 1,5 mld lat temu pojawiły się szerzej organizmy eukariotyczne (Acritarcha). |
| prekambr              | proterozoik     | paleoproterozoik        | orosir 2050 mln         |                              | | |                                  | W atmosferze znajduje się coraz więcej tlenu. Utlenia on związki żelaza, dzięki czemu w okresie między 2,5 a 2 mld lat temu powstaje ponad 90% światowych rud żelaza. Około 2 mld lat temu zaczyna wykształcać się warstwa ozonowa. W dolnym proterozoiku miało miejsce pierwsze znane w dziejach ziemi zlodowacenie; w ciągu całej ery miało miejsce ich kilka, a największe z nich w kriogenie – istnieje hipoteza, że cała planeta pokryta była lodowcami, niezamrożone były jedynie równikowe partie oceanów, lub wręcz tylko głębie oceaniczne podgrzewane ciepłem Ziemi (tzw. Ziemia śnieżka). W pozostałych okresach proterozoiku klimat był ciepły, o czym świadczą pochodzące z tamtego czasu wapienie i dolomity. Trwały potężne ruchy górotwórcze, wiele skał uległo metamorfizmowi. Około 2,1 mld lat temu prawdopodobnie pojawiły się pierwsze organizmy wielokomórkowe (gabonionta), które jednak wymarły bezpotomnie; ok. 1,5 mld lat temu pojawiły się szerzej organizmy eukariotyczne (Acritarcha). |
| prekambr              | proterozoik     | paleoproterozoik        | riak 2300 mln           |                              | | |                                  | W atmosferze znajduje się coraz więcej tlenu. Utlenia on związki żelaza, dzięki czemu w okresie między 2,5 a 2 mld lat temu powstaje ponad 90% światowych rud żelaza. Około 2 mld lat temu zaczyna wykształcać się warstwa ozonowa. W dolnym proterozoiku miało miejsce pierwsze znane w dziejach ziemi zlodowacenie; w ciągu całej ery miało miejsce ich kilka, a największe z nich w kriogenie – istnieje hipoteza, że cała planeta pokryta była lodowcami, niezamrożone były jedynie równikowe partie oceanów, lub wręcz tylko głębie oceaniczne podgrzewane ciepłem Ziemi (tzw. Ziemia śnieżka). W pozostałych okresach proterozoiku klimat był ciepły, o czym świadczą pochodzące z tamtego czasu wapienie i dolomity. Trwały potężne ruchy górotwórcze, wiele skał uległo metamorfizmowi. Około 2,1 mld lat temu prawdopodobnie pojawiły się pierwsze organizmy wielokomórkowe (gabonionta), które jednak wymarły bezpotomnie; ok. 1,5 mld lat temu pojawiły się szerzej organizmy eukariotyczne (Acritarcha). |
| prekambr              | proterozoik     | paleoproterozoik        | sider 2500 mln          | sider 2500 mln               | sider 2500 mln | sider 2500 mln | algomijska                       | W atmosferze znajduje się coraz więcej tlenu. Utlenia on związki żelaza, dzięki czemu w okresie między 2,5 a 2 mld lat temu powstaje ponad 90% światowych rud żelaza. Około 2 mld lat temu zaczyna wykształcać się warstwa ozonowa. W dolnym proterozoiku miało miejsce pierwsze znane w dziejach ziemi zlodowacenie; w ciągu całej ery miało miejsce ich kilka, a największe z nich w kriogenie – istnieje hipoteza, że cała planeta pokryta była lodowcami, niezamrożone były jedynie równikowe partie oceanów, lub wręcz tylko głębie oceaniczne podgrzewane ciepłem Ziemi (tzw. Ziemia śnieżka). W pozostałych okresach proterozoiku klimat był ciepły, o czym świadczą pochodzące z tamtego czasu wapienie i dolomity. Trwały potężne ruchy górotwórcze, wiele skał uległo metamorfizmowi. Około 2,1 mld lat temu prawdopodobnie pojawiły się pierwsze organizmy wielokomórkowe (gabonionta), które jednak wymarły bezpotomnie; ok. 1,5 mld lat temu pojawiły się szerzej organizmy eukariotyczne (Acritarcha). |
| prekambr              | archaik         | neoarchaik              | 2800 mln                | 2800 mln                     | 2800 mln | 2800 mln | kenorańska                       | Powstają kratony – zalążki przyszłych kontynentów, oraz pierwsze rudy metali. Około 3,8 mld lat liczą najstarsze pozostałości po beztlenowych i bezjądrowych organizmach. Z archaiku pochodzą pierwsze warstwy wapieni i dolomitów, na ok. 2,8 mld lat temu przypada rozpowszechnienie stromatolitów. Zawartość wolnego tlenu w atmosferze jest bardzo niska, panują warunki redukujące. |
| prekambr              | archaik         | mezoarchaik             | 3200 mln                | 3200 mln                     | 3200 mln | 3200 mln | białomorska saamijska            | Powstają kratony – zalążki przyszłych kontynentów, oraz pierwsze rudy metali. Około 3,8 mld lat liczą najstarsze pozostałości po beztlenowych i bezjądrowych organizmach. Z archaiku pochodzą pierwsze warstwy wapieni i dolomitów, na ok. 2,8 mld lat temu przypada rozpowszechnienie stromatolitów. Zawartość wolnego tlenu w atmosferze jest bardzo niska, panują warunki redukujące. |
| prekambr              | archaik         | paleoarchaik            | 3600 mln                | 3600 mln                     | 3600 mln | 3600 mln |                                  | Powstają kratony – zalążki przyszłych kontynentów, oraz pierwsze rudy metali. Około 3,8 mld lat liczą najstarsze pozostałości po beztlenowych i bezjądrowych organizmach. Z archaiku pochodzą pierwsze warstwy wapieni i dolomitów, na ok. 2,8 mld lat temu przypada rozpowszechnienie stromatolitów. Zawartość wolnego tlenu w atmosferze jest bardzo niska, panują warunki redukujące. |
| prekambr              | archaik         | eoarchaik               | 4031 ± 3 mln            | 4031 ± 3 mln                 | 4031 ± 3 mln | 4031 ± 3 mln |                                  | Powstają kratony – zalążki przyszłych kontynentów, oraz pierwsze rudy metali. Około 3,8 mld lat liczą najstarsze pozostałości po beztlenowych i bezjądrowych organizmach. Z archaiku pochodzą pierwsze warstwy wapieni i dolomitów, na ok. 2,8 mld lat temu przypada rozpowszechnienie stromatolitów. Zawartość wolnego tlenu w atmosferze jest bardzo niska, panują warunki redukujące. |
| prekambr              | hadeik 4567 mln | hadeik 4567 mln         | hadeik 4567 mln         | hadeik 4567 mln              | hadeik 4567 mln | hadeik 4567 mln |                                  | Eon hadeiczny obejmuje czas od powstania Ziemi do powstania najstarszych skał, jakie obecnie zachowały się na jej powierzchni. W tym czasie miało miejsce uformowanie się planety, powstanie Księżyca, zastygnięcie najstarszej skorupy ziemskiej i powstanie oceanów, oraz Wielkie Bombardowanie. |

## Pochodzenie nazw niektórych jednostek
- sider – od greckiego słowa sideros, oznaczającego żelazo – z powodu powstałych w tym czasie rud żelaza
- orosir – od greckiego słowa orosira, oznaczającego łańcuch górski
- riak – od greckiego słowa rhyax oznaczającego strumień lawy
- stater – od greckiego słowa statheros – stabilny
- ediakar – od australijskiego płaskowyżu Ediacara, gdzie znaleziono wiele skamieniałości (tzw. fauna ediakarska).
- kambr – od prowincji rzymskiej Cambria – obecnej Walii
- ordowik – od brytyjskiego plemienia Ordowików
- sylur – od celtyckiego plemienia Sylurów
- dewon – od nazwy brytyjskiego hrabstwa Devon
- karbon – od słowa carbo – łac. węgiel
- perm – od rosyjskiego miasta, gdzie znajdują się wzorcowe osady tego systemu
- trias – od greckiego słowa trias, z powodu domniemanej trójdzielności systemu
- jura – od francusko-szwajcarskiego pasma górskiego
- kreda – od skał węglanowych występujących na wybrzeżu Anglii, powstałych w tamtym okresie
- eocen – w wolnym tłumaczeniu „świt nowych czasów”